# 马来西亚历史
馬來西亞是一個擁有狹長海岸線（如馬六甲海峽），並且接受全球貿易與外來文化影響的東南亞國家。過去，傳自印度的兴都教与佛教文化一直主導该国的早期區域史，其影響力於西元7世紀到14世紀之間擴大至蘇門答臘、爪哇、馬來半島以及婆羅洲諸多地方，並在室利佛逝文明於蘇門答臘島的統治時期達到頂峰。
在前3—1世紀，即已出現古吉打王國（羯荼）；布央谷文明則在3世紀出現。10世紀起來自中東的穆斯林就曾多次坐骆驼，途徑馬來半島。1136年第9任吉打统治者玛哈拉惹得哇拉惹二世自兴都教皈依伊斯兰教，改称苏丹慕查法沙，建立吉打苏丹王朝，兴都王朝也就此走入歷史。
15世紀伊始，島上以馬六甲為首的一些新興苏丹国開始採用伊斯蘭教，使得伊斯蘭教對马来人產生深遠影響，同時反之亦然。
1511年，葡萄牙人佔據馬六甲，成為在馬來半島和東南亞地區建立定居點的第一個歐洲殖民列強，而荷蘭人也在1641年緊隨其後。然而，當英國人在亞庇、古晉、檳城和新加坡初步建立軍事基地之後，他們卻成為最終能夠確保其霸權橫穿各個领地（包括当今大马）的外来殖民统治势力中的佼佼者。与此同时，在欧洲传教士的协助下，天主教和基督教得以向东南亚甚至東亞腹地（如澳門、香港、臺灣）广为传播。
出於外部因素影響，現在的馬來群島地區被劃分成六个主權國家（即馬來西亞、新加坡、印度尼西亞、汶萊、東帝汶和菲律賓）。儘管如此，基於地理和歷史連接，今天的马来西亚在文化和語言上，与馬來群島國家之間的差別較少。

## 综述
马来西亚成立前的历史，可按照外界影响的主要因素分为四个阶段：
- 第一阶段：印度文明的支配。从印度输入的印度教和佛教文化，主导早期马来西亚的历史。从7世纪到14世纪，在苏门答腊的三佛齐文明达到高峰，其影响力延伸至爪哇、马来半岛和婆罗洲的大部分地区。

- 第二阶段：伊斯兰文明的兴盛。伊斯兰教早在10世纪传至马来西亚，但直到14世纪和15世纪，三佛齐覆灭后不久，伊斯兰教才在马来半岛奠定根基。这个地区分裂成众多以伊斯兰教为主的苏丹国，其中最突出的是马六甲苏丹王朝。伊斯兰文化对于马来人产生深远影响，但是同时它也受到马来民族的影响。

- 第三阶段：欧洲殖民势力的入侵。葡萄牙是欧洲第一个在马来西亚建立势力的殖民强权，于1511年占领马六甲，紧接着是荷兰。然而，英国先在亚庇、古晋、槟城与新加坡建立基地，最终取得在当今马来西亚领土上的霸权。1824年英荷条约规定英属马来亚和荷属东印度群岛（即后来的印度尼西亚）之间的界线。

- 第四阶段：新移民的到来。殖民者为了满足经济的需要，大量引入华人和印度人的劳动者，以满足在马来半岛和婆罗洲所产生的殖民地经济需求，[4] 间接对马来民族的经济和职业上的支配势力造成威胁。

1942年至1945年日本占领这个地区，给英国在东亚的势力与以致命打击。虽然日本占领的时期相当短，但是它激起英属马来亚和其它地区的反殖民民族主义。马来人民族主义又激起华人的反对。华人惧怕马来人和伊斯兰教的支配地位，许多华人因此参加马来亚共产党。在英国军方的强烈镇压，以及马来人和华人政治领袖的协商退让下，共产党暴动被扑灭，1957年马来亚联合邦宣告独立。
1950年代至1960年代，英国在东南亚的四个殖民地先后取得独立或被授予自治地位，当中包括英属马来亚（1957年8月31日起独立并改称「马来亚联合邦」）、新加坡（1959年6月3日起自治建邦）、英属砂拉越（1963年7月22日起自治）与英属北婆罗洲（1963年8月31日起自治并改称「沙巴」）。1963年9月16日，这四个国家和地区参组马来西亚，成为新的联邦制国家。
1963年至1966年，马来西亚与印尼交恶，旋即爆发军事冲突，史称「印马对抗」。1965年8月9日，由于联邦政府和新加坡州政府之间的政治分歧日益严重，致使新加坡被迫选择独立，从而离开马来西亚。虽然马来西亚政府后来克服这两个危机，但因其产生的内部矛盾仍旧导致1969年间五一三事件的发生。马来西亚为此进入紧急状态，政治生活和国民自由受到限制。从1970年开始，巫统（UMNO）在华人和印度人领袖的协助下组成国民阵线，执政至2018年马来西亚大选。
2015年，时任马来西亚首相纳吉·阿都拉萨遭《砂拉越报告》和美国《华尔街日报》指控，将马来西亚政府管辖的一个马来西亚发展有限公司（1MDB）资金转入他的个人银行户口，涉及金额超过26.7亿令吉（近7亿美元）。事件被揭发后，随即激起马来西亚人民的批评声浪。
2018年马来西亚大选，由马哈迪·莫哈末带领的反对党希望联盟在选举上获得首次胜选，终结国民阵线长达61年的执政，写下1957年马来西亚独立后首次政党轮替纪录；马哈迪以92岁10个月的年龄再次担任首相，成为全球最高龄的民选国家领导人及政府首脑。他领导的新政府上台后表示有足够的证据重新调查一个马来西亚发展有限公司丑闻。
2020年代前期，大馬也面對政變及2019冠狀病毒病等危機，並在當時更迭兩任首相。不久在2022年馬來西亞大選遇上大馬首次懸峙議會，直至安華·伊布拉欣任相後才解除危機。

## 史前時代
在馬來半島、沙巴與砂拉越均有考古遺留出土。人類在這個區域棲息的最古老證據可追溯到距今四萬年前。這些舊石器時代獵人可能是塞芒人的祖先，這個矮黑人群體在馬來半島具有極深的淵源。
瑟諾伊人似乎是個複合群體，有一半的母系DNA譜系來自塞芒人，另有一半來自晚近從中南半島遷來的祖先。學者主張他們是早期南島語族農耕者的後代，大約在距今四千年前，將語言與技術帶到半島南部。他們與塞芒人結合起來並混血。
原生馬來人具有較多樣的源頭。即使他們顯示某些與海洋東南亞的關連，有些人具有來自中南半島的祖先，約在距今二萬年前的最晚近的冰期高峰。某些人類學家支持原生馬來人源自今天中國雲南的說法。
接下來則是在全新世早期，經由馬來半島往馬來群島的人口擴散。大約在公元前300年，原生馬來人遭到次生馬來人推往內陸。次生馬來人是鐵器時代或青銅時代的人群，其祖源部份來自柬埔寨與越南的占族。這些次生馬來人是半島上第一個使用鐵器的人群，他們是現在馬來西亞馬來人的直接祖先。

## 早期王國

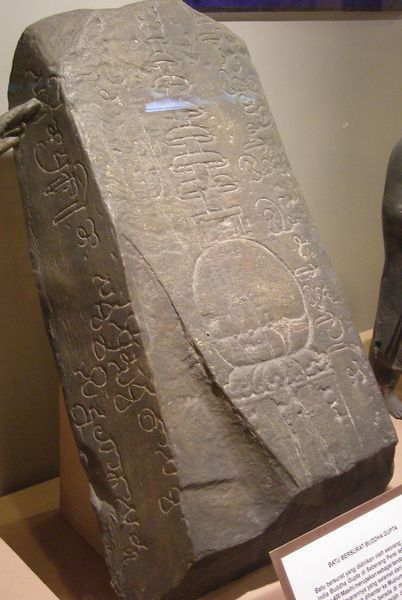
佛馱笈多石碑(Buddha-Gupta stone)定年在4世紀到5世紀。出土於馬來西亞威省，目前保存在印度加爾各答國立博物館。這個石碑的複製品現存於馬來西亞國家博物館。這是由一位印度商人佛馱笈多所奉獻的，以表示他對於從印度平安抵達馬來半島所表示的敬意，這是印度與馬來西亞在早年透過貿易而接觸的證據。

印度文明對馬來群島的影響，至少可追溯至公元前3世纪。古代印度人稱馬來半島為黃金半島。在托勒密的世界地圖上，也稱馬來半島為黃金半島（拉丁語：Golden Chersonese），馬六甲海峽則稱為象牙海灣（拉丁語：Sinus Sabaricus）。當時，華人是純粹為經商而前往該地，但是印度人不同，他們開始時前往經商，結成市集，繼而則傳教，更進一步在馬來半島，甚至東南亞各地，先後建立許多印度化王國:283。
印度商人開來到馬來群島购买丰富的森林和海洋产品，並與和当时來到这里的華人商人进行贸易往来。華人與印度人在2世紀與3世紀在此區域建立許多貿易港與城鎮，依據中國史料記載，數量多達30個。在公元的最初幾個世紀，馬來半島的人們信仰佛教和印度教等印度宗教，並採用梵語做為書寫文字。1世紀時佛教和印度教均在馬來半島立足，並從這裡傳布到整個群島。
伊斯兰教經由印度传到马来群岛，而且有別於中东，這裡的伊斯兰教受蘇非主義的神秘傳統所影響，並吸收某些马来人的原始泛靈論和印度教传统。由于伊斯兰教是藉由貿易者，而不是藉由军事征服而引進的，因此並沒有強加阿拉伯语和阿拉伯政治习俗。由于大多数马来族群无法閱读以阿拉伯語寫成的《可兰经》，因此马来地区的伊斯兰教不像阿拉伯世界那么严格。而且由于当地的马来统治者保有他们的权力，伊斯兰教士不像其它伊斯兰世界一般獲得政治影响力。
在2世紀與3世紀有為數眾多的馬來王國，依據中國史書記載達30個。吉打，在古代梵語稱為Kedaram或kataha，位於印度人貿易者與國王直接入侵馬來半島的路徑上。根據地位於現今印度泰米爾納德邦的朱羅王朝皇帝Rajendra Chola，在1025年將吉打納入版圖，但他的繼承人Vir Rajendra Chola必須敉平吉打的叛亂, 以打倒入侵者。
已知最早在現今馬來西亞地區立基的王國是古代帝國狼牙脩，位於馬來半島北方的珍尼湖附近。它與位於柬埔寨的扶南有著緊密關聯，扶南統治馬來西亞北部直到6世紀為止。依據《馬來紀年》記載，高棉帝國王子Raja Ganji Sarjuna 在7世紀於現今霹靂州木威（Beruas）創立刚迦王国。5世紀的中國史書提到南方的一座大港Guantoli，位於馬六甲海峽之中。在7世紀，史書記載有一個新港口名為“室利佛逝”(Shilifoshi)，據信這是當時唐朝對三佛齐的稱號。

### 砂勞越王国
砂劳越王国，又名布鲁克王朝以“白人拉惹（英语：White Rajahs）”的身份统治砂拉越一百年。在布鲁克王朝统治下，砂拉越政府采纳爱国主义政策，以保障土著权益和福利。砂拉越政府成立了由马来人为首的最高委员会，对政府的决策提出建议。最高委员会的首次会议于1867年在民都鲁举行。最高委员会亦成为了马来西亚联邦历史最悠久的立法机关。同时，伊班族人和达雅克族人亦被聘用作民兵。布鲁克王朝亦鼓励华商移民到砂拉越以协助砂拉越的经济发展，尤其是在发展矿业和农业方面。当时，西方资本家被限制进入砂拉越，但砂拉越政府亦容许基督教传教士到砂拉越传教。 当时的砂拉越政府亦禁止海盗、奴隶制度和猎首。1856年，婆罗洲有限公司（英语：Borneo Company Limited）成立，并在砂拉越从事各种业务，包括贸易、银行、农业、采矿及发展等行业。
詹姆斯·布鲁克原本居于古晋的一家马来风格的屋子内。1857年，以刘善邦为首的石隆门客家华人淘金者破坏布鲁克的居所。詹姆斯逃离后，与查尔斯及其马来族、伊班族支持者召集了一支规模更大的军队。几天后，布鲁克的军队成功截断华人叛军的逃走路线，并在2个月后歼灭叛军。布鲁克家族其后在古晋砂拉越河畔建立新居所，亦即现今的阿斯塔纳皇宫（英语：The Astana, Sarawak）。随后，布鲁克家族于1860年在木胶打败了文莱皇室的反布鲁克王朝派系，又平息了包括伊班族领袖仁答和马来族领袖沙里夫·马沙荷（英语：Syarif Masahor）在内的知名反抗者。砂拉越政府在古晋周围兴建炮台，以巩固拉惹的权力，其中便包括1879年建成的玛格烈达堡（英语：Fort Margherita）。1891年，查尔斯·安东尼·布鲁克成立婆罗洲历史最悠久的博物馆砂拉越博物馆。
砂拉越首任拉惹詹姆斯·布鲁克爵士詹姆斯·布鲁克统治砂拉越后，砂拉越的领土向北扩张。1868年，詹姆斯逝世，由其侄子查尔斯·安东尼·约翰逊·布鲁克（英语：Charles Brooke, Rajah of Sarawak）继位，其后再由其子查尔斯·怀纳·布鲁克（英语：Charles Vyner Brooke）继位，并由其弟伯特伦·布鲁克（英语：Bertram Willes Dayrell Brooke）辅政[47]。詹姆斯和查尔斯均与文莱签约，作为扩张砂拉越领土的策略。1861年，文莱割让民都鲁给詹姆斯，其后在1883年，砂拉越的领土扩张至峇南河（英语：Baram River）一带。1885年，布鲁克家族又购入林梦一带的土地，并在1890年将其纳入砂拉越的版图。砂拉越的扩张活动直至1905年文莱割让老越给砂拉越后方告终止[48][49]。砂拉越当时设有5个省份，其边界对应了布鲁克家族多年来的土地收购顺序，而各省由一名参政司领导[50]。1850年，砂拉越被美国承认为独立国家，其后英国亦在1864年承认。砂拉越在1858年发行其法定货币砂拉越元（英语：Sarawak dollar）[51]。[52]。
1941年布鲁克王朝统治砂拉越100周年之际，《1941年砂拉越宪法（英语：1941 constitution of Sarawak）》制订，《宪法》限制了拉惹的权力，让砂拉越人民在政府运作上扮演更大的角色。但是，草拟的宪法包含了违规行为，包括查尔斯·怀纳·布鲁克和英国政府官员之间的秘密协议，该秘密协议订明怀纳·布鲁克将砂拉越割让给英国成为直辖殖民地，而英国则给予怀纳·布鲁克及其家庭经济补偿。

### 三佛齐帝國
在4世紀至7世紀馬來亞半島興起室利佛逝王朝（Srivijaya），亦稱三佛齊（Samboja），逮至13世紀時期:283。
馬來半島許多地區由三佛齊帝國所統治。三佛齐到底在什么地方至今未能考证，估计位于苏门答腊东部某条河的入海口附近，有可能就是今天的巨港。三佛齐的国王统治着一个由苏门达腊的滨海地区、马来半岛和婆罗洲所组成的、松散的海上王国达700年。其中有部分时间，三佛齐也控制爪哇岛部分地区，不过爪哇岛上的各個小王國始终抗拒三佛齐的霸權统治。三佛齐是一个商业国家，歡迎每年一度來自中国和印度的船队到这里来做生意，有时甚至有从日本、阿拉伯和伊朗的船只到达。三佛齐最大的敌人是北方的暹罗，暹罗多次试图从北部征服三佛齐。為了與中國結盟以對抗這些敵人，三佛齐向中国皇帝进贡，但从未受中国统治。
在1025年與1026年，刚迦王国遭到古淡米爾國（Sangam period）朱羅王朝皇帝Rajendra Chola I 攻打，使得三佛齊的第一個都城哥打哥拉宜因而荒廢。朱羅王朝的入侵減損三佛齊的威望，三佛齊曾將其影響力施展到吉打、北大年，遠至單馬令。

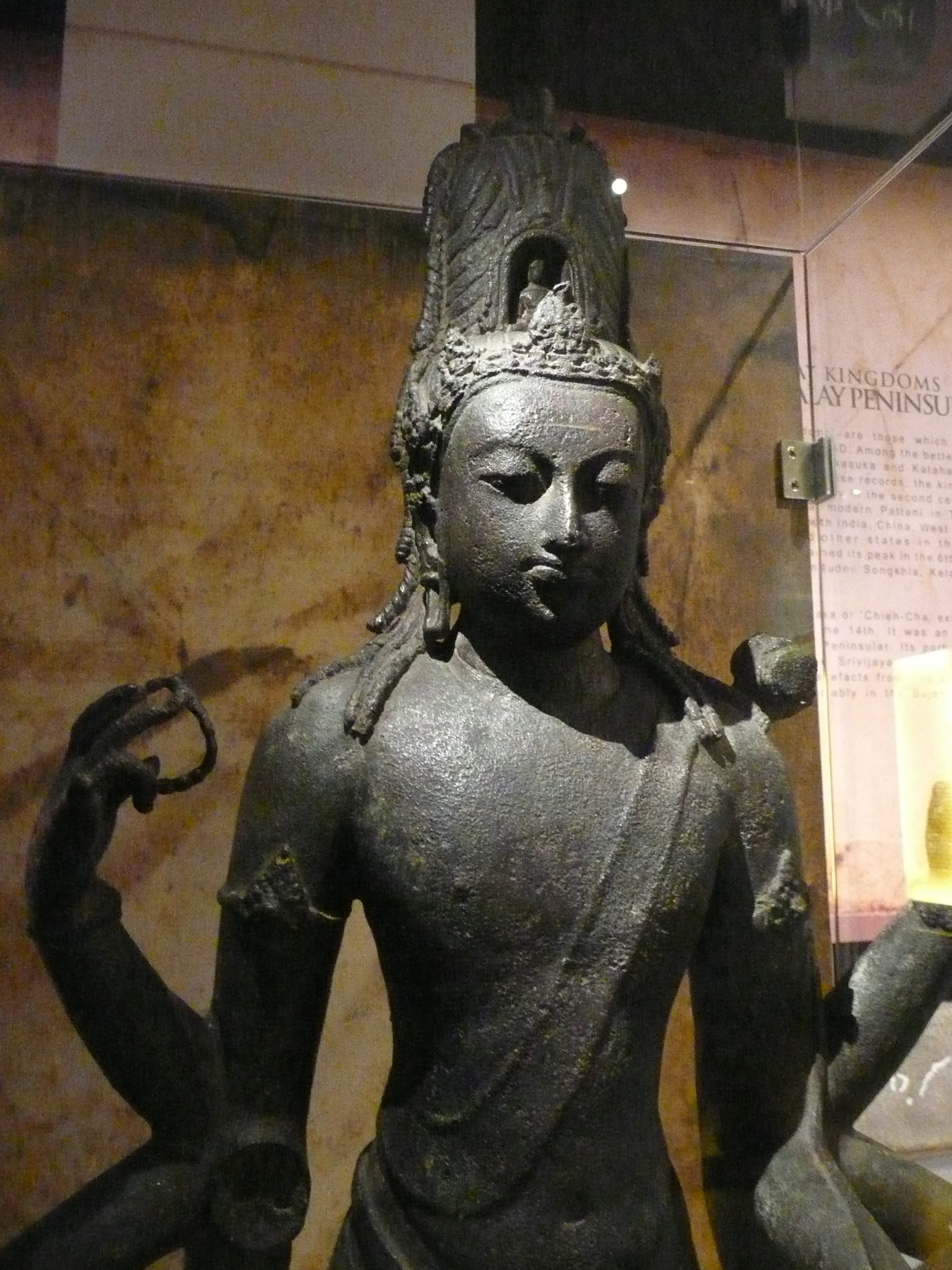
在霹靂州發現的觀世音菩薩銅製雕像，約在8世紀至9世紀。

2世紀的一首淡米爾文詩Paṭṭiṉappālai，描寫來自吉打的貨物堆積在朱羅王朝首都的景象。7世紀的一齣梵文戲劇Kaumudhimahotsva，將吉打稱為卡達哈州（Kataha-nagari）。Agnipurana也提及卡達哈的領地以一座高峰為邊界，學者相信這就是吉打的日萊峰。來自Katasaritasagaram的故事描寫卡達哈的高貴生活。不久之後，信奉佛教的單馬令王國控制吉打。在11世紀，單馬令國王Chandrabhanu利用吉打做為攻打斯里蘭卡的基地，這個事件記錄在泰米爾納德邦Nagapattinum的石碑，以及斯里蘭卡的編年史《大史》。
从10世纪之後，三佛齐势力开始减弱。三佛齐從來不是一個中央集权国家，10世纪中葉，它与爪哇一系列战争顯然削弱其商业发展，並导致国力衰敝。在11世纪，一支敵對势力称为末罗瑜（Melayu）开始对抗三佛齐。末罗瑜這個港口可能位于今天印度尼西亞蘇門達臘海岸的占碑省。末罗瑜的影響力，呈現在它是馬來（Malay）這個字的字源這個事實上。与此同时，伊斯兰教的普及也削弱信印度教的三佛齐国王的势力。最早皈依伊斯兰教的地区如亚奇脱离三佛齐统治。
13世纪末，暹罗的素可泰王国控制马来半岛大部分地区。到大約1331年至1351年時，在中爪哇興起一個強大王國满者伯夷:283。1365年，爪哇人的满者伯夷王國出兵強佔整個馬來半島:283，成為其屬地之一。但直到14世纪，三佛齐依然控制着它最富饶部分，所生產的香木、海产品、金、锡、香料、腊和果干在中国和在西方均非常畅销。但自國王哈奄烏祿（Hajam Wuruk）於1389年駕崩後，滿者伯夷王國地位一落千丈:283。是時暹羅人一舉控制印度支那，再而侵入馬來半島:283。

### 马六甲和伊斯兰马来西亚

15世紀馬六甲蘇丹國的極盛版圖，也是馬來群島上核心的伊斯蘭教傳播力量

逮至13世紀時期，室利佛逝王朝（三佛齊）被南印度科羅曼德（Coromandel）朱烈王（Chola）所討滅後，其人民逃到一個島建立淡馬錫（Temasek），就是今日新加坡:283。
自淡馬錫王國被泰人蹂躪之後，大批難民逃往馬六甲，淡馬錫國王拜里米苏拉另建立馬六甲王國:284。约在1400年，拜里米苏拉建立马六甲。《馬來紀年》称他是亚历山大大帝后代。敵國征服巨港，導致拜里米苏拉和其他人逃離，特別航向淡馬錫以逃避迫害。他受到來自北大年，由暹羅國王指派為淡馬錫統治者的馬來蘇丹Temagi所保護。不到幾天，拜里米苏拉就殺害Temagi，自立為統治者。大約五年後，由於暹羅勢力進逼，他被迫離開淡馬錫。满者伯夷王國爪哇人艦隊曾攻擊淡馬錫。
拜里米苏拉向北前進，以建立一個新的根據地。在麻坡，拜里米苏拉考慮將他的新王國建立在Biawak Busuk或Kota Buruk。在發現麻坡的地點並不合適後，他繼續往北走。據信他在沿路曾造訪Sening Ujong（雙溪烏榮Sungai Ujong的舊名，即現在的芙蓉市），隨後到達Bertam河（馬六甲河的舊名）的河口，建立馬六甲蘇丹王朝。歷經時間演變，這個地方發展成今天的馬六甲。依據《馬來紀年》記載，拜里米苏拉在一株「满剌加樹」（Malacca tree，又名餘甘子）下，看见一条猎狗将一頭鼷鹿（mouse deer）逼到绝境，小鼷鹿为了自卫，将狗踢进河里。他將這個景象視為好兆頭，決定在此建立一個名為馬六甲（Melaka，Malacca）的王國。他建立並改善貿易設施。

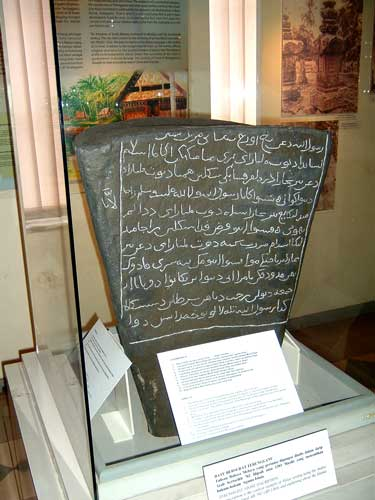
最早關於受到伊斯蘭教義所影響的地方律法記錄，以爪夷文書寫。這是在登嘉樓發現的登嘉樓石碑。

馬六甲建國時，中國明朝皇帝明成祖派出艦隊以擴展貿易。永乐元年（1403年），明朝使者尹庆造訪馬六甲。1405年，馬六甲遣使入貢中國，明成祖冊封拜里米蘇拉為馬六甲王國國王，並且允予保護它，勿受當時泰人侵擾，於是馬六甲便繁榮起來，成為東西貿易和交通樞紐:284。為了交換定期的進貢，中國皇帝提供馬六甲保護，以抵抗暹羅的不斷威脅。抑有甚者，以后郑和船队每次南來，必駐節於马六甲:284。1411年，拜里米蘇拉還率妻子陪臣五百四十餘人與郑和入貢明朝，答谢明成祖，「學習中國文化」:284。在這個時代前後，在馬來半島定居的華人和印度人成為今天峇峇娘惹和Chetti社群的祖先。根據一種理論，當拜里米蘇拉娶了Pasai公主之後，成為一個穆斯林，他採用當時流行的波斯銜頭"Shah"（國王），自稱依斯干達國王（Iskandar Shah）。據中國史書記載，在1414年，這位馬六甲第一位統治者兒子晉見明成祖，告以父親去世消息。拜里米蘇拉的兒子隨即受到承認，為馬六甲第二任統治者，名為Raja Sri Rama Vikrama, Raja of Parameswara of Temasek and Melaka，他的穆斯林人民稱他Sultan Sri Iskandar Zulkarnain Shah 或Sultan Megat Iskandar Shah。他從1414年到1424年統治馬六甲。馬六甲同時也變成信奉回教之信道中心，奠定今日馬來西亞以回教為國教之基礎:284。透過印度穆斯林以及少部份來自中國的回人所影響，伊斯蘭教在15世紀變得越來越普遍。 

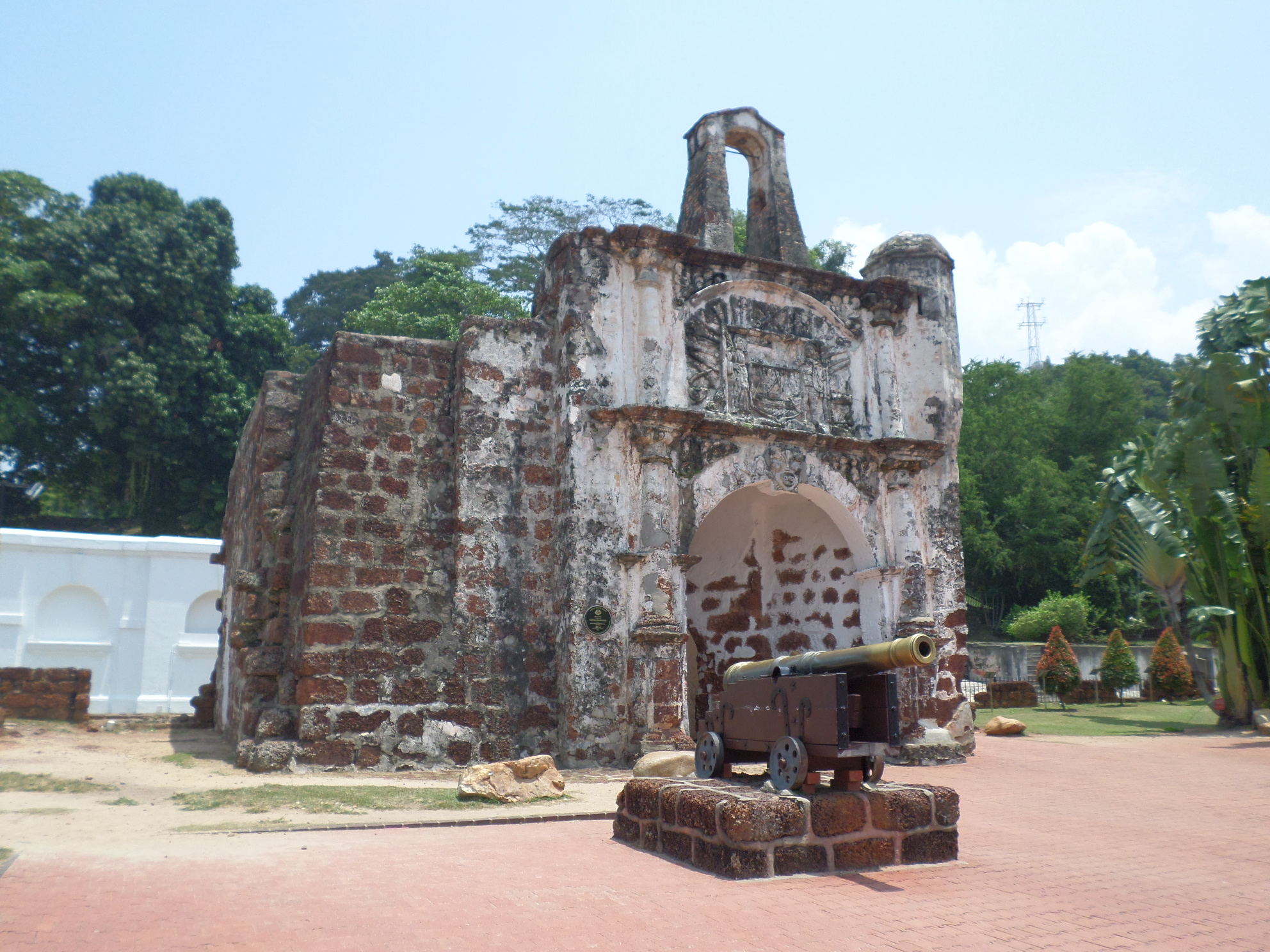
馬六甲愛化摩沙（A Famosa）城堡，由葡萄牙人於16世紀所建。

馬六甲王國全盛時（15世紀），其勢力伸展到馬來半島北部以及蘇門答臘西部:284。马六甲很快就占据过去三佛齐所统治地区，与中国建立独立的外交关系，并控制中国通向印度的海上贸易道路。由于蒙古帝国扩张，这时从中国通向西方陆路被阻，這條海上貿易通道就變得越來越重要。马六甲建国后数年内，正式採行伊斯兰教，其国王稱號由拉者（Raja）改为苏丹（Sultan）。马六甲苏丹王朝的政治势力帮助伊斯兰教傳遍马来群島，馬六甲當時身為馬來亞半島最繁盛的王國，使這個信仰得以傳播到鄰國。16世紀初，伊斯蘭教成為馬來人主要宗教，其勢力到达現在的菲律宾，只有巴厘岛依然是一个孤立的印度教岛屿。
马六甲苏丹王朝享國一百零三年，期間國王親率陪臣妻子入貢中國者計有三人，而稱臣納貢者，亦有30次之多:284。它被看作是马来人自主统治的一个黄金时代，马六甲苏丹成為所有後繼的马来统治者的榜样。马六甲成为马来文化的中心，它奠定今天马来文化的基础：马来土著文化与外來的印度、華人和伊斯兰元素的融合。马六甲風格的文学、艺术、音乐、舞蹈、衣着，及其宫廷人士的華麗銜頭，成為所有马来人的标准。马六甲宮廷对马来语賦予極高聲望，這個語言最初是在苏门答腊形成的，在马六甲建國时帶到此地。它成为所有马来国家的官方语言，即使許多地區依然保有地方語言。

## 殖民时期

### 爭奪霸權
奥斯曼帝国阻斷欧洲与亚洲之间的陆路貿易路線，而且与印度及東南亞的贸易受到阿拉伯商人所壟斷，迫使欧洲国家寻找一條通向印度的海路。1498年，葡萄牙国王若昂二世派出瓦斯科·達·伽馬（Vasco da Gama），发现绕过好望角通向印度的海路。1511年7月1日，葡萄牙人佔領馬六甲:285。阿方索·迪·阿不奎（Afonso de Albuquerque）带领远征艦队来到马来半岛，经过一个月围攻，於同年佔领马六甲。马六甲成为葡萄牙在东方活動的核心據點。
马六甲蘇丹王朝最后一位苏丹的儿子逃到馬來半島南端的民丹岛，并在那里建立一个新的国家，柔佛苏丹王朝。马六甲的统治消失后，马来群岛分裂为众多互相争战不停的小国家，其中最重要的有亚齊、文莱、柔佛和霹靂。其它国家有万丹、日惹、吉打、雪蘭莪、苏禄和登嘉樓等。16世纪末，欧洲商人在马来亚北部发现锡矿，透过錫的出口，霹靂變得富强起来。欧洲殖民势力繼續在这個區域扩张。葡萄牙控制对盛产香料的摩鹿加群岛的貿易。1570年西班牙展開马尼拉之战，1571年占领马尼拉，經由建設馬尼拉使其位居菲律賓（亞洲）與墨西哥（美洲）的太平洋重要航點。

1620年代亞齊蘇丹國在馬來半島的勢力範圍，包含霹靂國、彭亨國、吉打國、登嘉樓國都是亞齊的附庸

1607年，亞齊蘇丹國極速壯大，成為馬來群島最強盛富裕的國家。在伊斯干達．穆達(Iskandar Muda，1607-1636年在位)統治下，這個蘇丹國控制的範圍延伸到蘇門達臘與馬來半島的大部分地區，締造亞齊王朝的黃金時代。他征服馬來半島的錫礦產地彭亨，并将彭亨苏丹掳往亚齐。他所向披靡的艦隊在1629年攻打馬六甲的戰役中瓦解，依據葡萄牙史書記載，當時葡萄牙與柔佛的聯軍設法摧毀他的所有船艦，殺掉19,000名戰士。然而，亞齊的軍力並未被摧毀，因為在同一年亞齊征服吉打並把許多吉打人民遷到亞齊。這位蘇丹的外甥Iskandar Thani是彭亨的王子，後來成為他的繼承人。在Iskandar Thani統治期間，亞齊專注於鞏固內部及宗教上的統一。

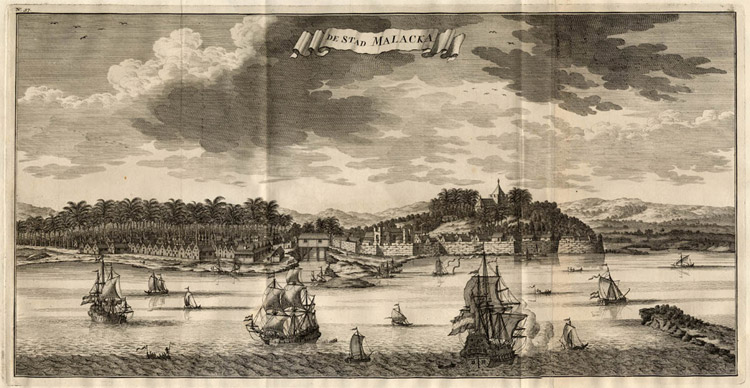
马六甲港口图像-1724年

在17世紀初，荷蘭建立荷兰东印度公司（英文：Dutch East India Company，荷蘭文：Vereenigde Oost-Indische Compagnie，簡稱VOC），一開始建立在摩鹿加群岛的貿易，他们很快就占据爪哇岛上较弱的苏丹国，1619年建立巴達維亞为他们的首府。他們從巴達維亞擴展勢力到馬來群島，与柔佛結盟来对付他們的主要敵人：马六甲的葡萄牙人和强大的亚齊苏丹国。在数次尝试后，荷兰与柔佛的联軍终于在1641攻占马六甲。葡萄牙人统治馬六甲達130年，1641年荷蘭人入侵，搶奪葡萄牙主權，一直佔領到1795年:285。葡萄牙僅剩下葡属帝汶。在荷兰支持下，柔佛在马来亚各個蘇丹國之間，获得一个鬆散的霸权地位，只有霹雳例外，它能夠周旋于柔佛和暹罗之间，並保持其独立。
这段期间，马来亚各蘇丹国的虚弱，为从其它地区人民移入這些馬來故土创造条件。从印度尼西亚东部来的布吉人海盗经常袭击马来亚海岸地区。1699年，他们刺杀柔佛最后一位马六甲血统的苏丹，控制柔佛，其他布吉人控制雪蘭莪。从苏门达腊来的米南加保人也遷入马来亚，最終建立了自己的国家森美兰。柔佛的覆灭在马来半岛上留下一个權力真空。暹罗的大城王国部分填補这个空缺，将北部的五个马来国家——吉打、吉兰丹、北大年、玻璃市和登嘉樓——变成自己的属国。柔佛覆灭也讓霹雳成为马来亚蘇丹國之中的领导者。

19-20世紀上半英屬馬來亞的半島（擴張）三部曲：1.紅色部份為1826年合組的海峽殖民地；2.黃色部份則為1896年接受英國控制的馬來聯邦；3.（扣掉柔佛的）藍色部份為1909年泰國割讓給英國的領土，由此成立了英國管轄的馬來屬邦，之後到1914年，柔佛國才接受英國保護而併入馬來屬邦。

18世纪马来亚对欧洲的經濟重要性快速成長。尤其英国与中国之间的茶贸易，增加对马来亚的高质量的锡的需求，錫用在茶葉箱的內襯，具防潮作用。马来亚的胡椒在欧洲也享有盛誉，而且在吉兰丹和彭亨有金矿。锡矿和金矿及其附属工业的发展，导致第一批外來移民涌入馬來人的世界，一开始是阿拉伯人和印度人，后来则是华人。華人定居在城鎮并很快掌控经济活動。這建立往後200年马来亚社會的典型模式：鄉居的马来人逐漸受到富裕的城鎮移民社群所控制，就连苏丹也无法抵挡这些城鎮移民的力量。
从17世纪开始，英国商人就現身於马来亚水域，但直到18世纪中期，以英属印度為基地的英国东印度公司才开始对马来亚事務真正感兴趣。由于与中国贸易增加，它需要在馬來亞地区设立基地。虽然曾使用不同岛屿为基地，但直到1786年8月，向吉打苏丹租借檳城，英国才拥有第一个长久基地。此后英国又在檳城对岸的大陆上租借一大片土地（稱為威省）。1795年在拿破仑战争期間，英国人唯恐荷屬马六甲為法国艦隊所利用，乃加以接管，到1815年才交还荷兰。英国总督斯坦福·莱佛士寻找一个替代基地。1816年泰國強迫吉打進攻霹歷，又在1821年出兵吉打全境，吉打蘇丹與2萬臣民被迫流亡出國，至檳城居住，一直到1842年才復國:286。1819年2月，他从柔佛苏丹手中获得新加坡。1824年英荷條約簽訂後，荷人同意以馬六甲跟英國人交給換蘇門答臘的明古連島（Ben Coolen）:285。檳城和新加坡這兩個基地，加上荷兰没落，造就英国支配马来亚。隨著马来亚畏懼暹罗扩张，英国影響與日俱增。19世纪，马来苏丹成为大英帝国忠實盟友。

### 英属马来亚与婆罗洲

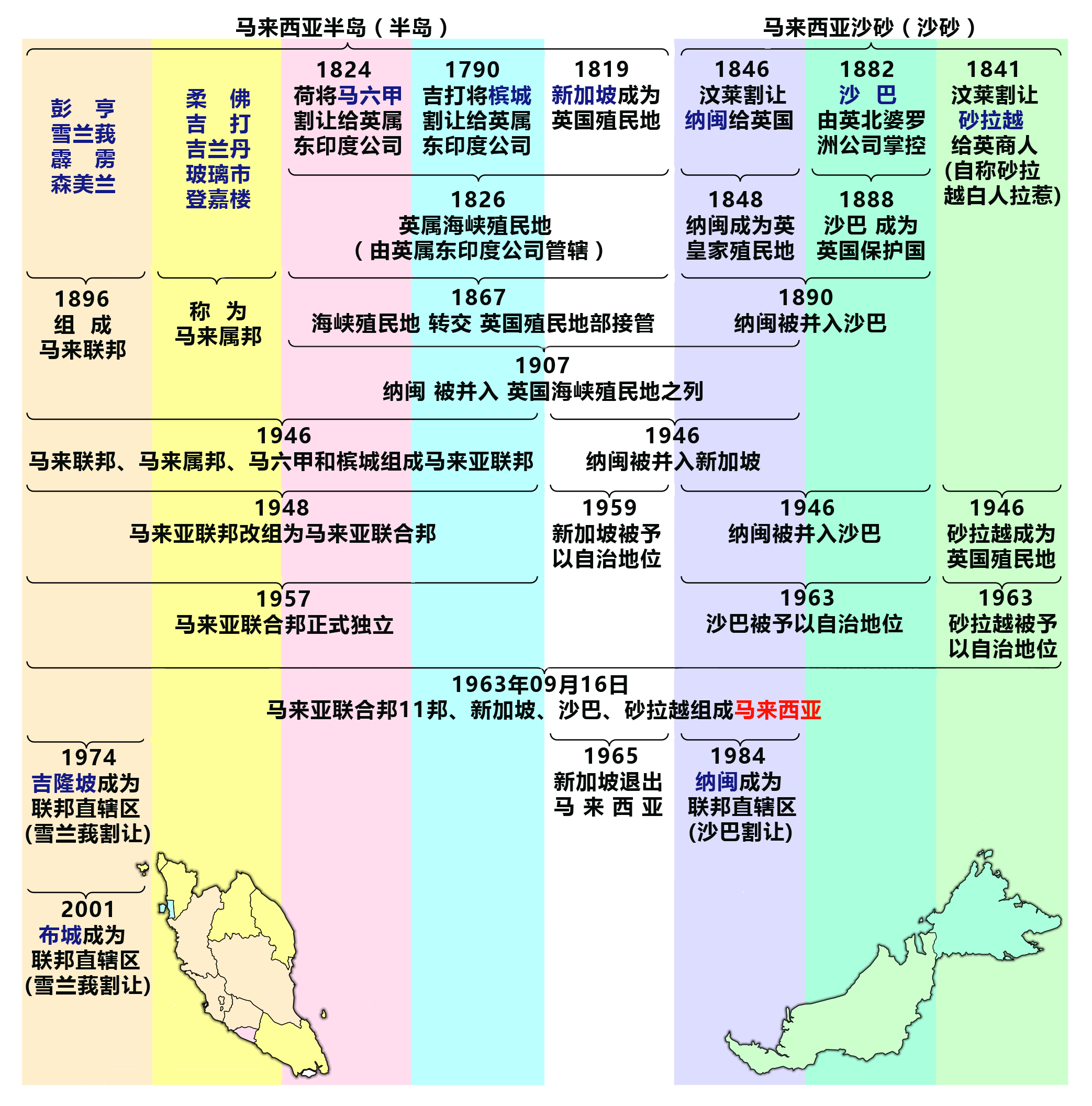
馬來西亞的政治演進

1824年英国与荷兰签署1824年英荷條約，最终确立英国对马来亚的霸权，同时也决定當代马来西亚的雏形。荷兰撤出马六甲并放弃所有在马来亚的利益，而英国则承认荷兰对東印度剩余地区的利益。这个瓜分在马来亚地区划一条人为界限，这条界线遗留至今。
1826年，英國把槟城（即檳榔嶼）、马六甲、新加坡與納閩联合组成海峡殖民地。海峽殖民地最初由位於加爾各答的東印度公司所管理，其後檳城與新加坡先後成為這個殖民地行政中心。直到1867年，其行政權由印度總督移交給倫敦的殖民地事務大臣管理。華僑習慣稱其為「叻嶼島甲」或「三州府」:286。
英國與泰國在1862年6月20日訂約，規定泰國從此不干涉吉蘭丹、丁加奴、霹靂與雪蘭莪:286。
在19世纪里，英国与马来亚的其它蘇丹国签署协议，在这些国家中设立总督，帮助苏丹管理其国事，这些代办很快就成为这些国家的真正统治者。1873年，霹歷之華僑時常為爭奪錫鑛而內閧，甚至爆發所謂「拿律戰爭」，致造成嚴重之人命財產損失:286。當時馬來半島，霹歷已有兩人在爭奪蘇丹之王位，雪蘭莪正在打內戰，彭亨之內戰剛剛結束，唯有在東岸之吉蘭丹、丁加奴與人口仍甚稀少之柔佛是和平:286。從1873年英人調停「拿律戰爭」成功開始，英國勢力逐漸突入馬來半島各處，使內地治安最終成為全面安定:286。正在对英国投資者来说，拥有锡矿的霹雳的政治稳定是最重要的，因此霹雳成為第一个与英国签署协议同意英国管理的蘇丹国。柔佛是最顽强的蘇丹国，一直到1914年才放弃其独立性。1896年7月5日，彭亨、雪蘭莪、霹靂與森美蘭合組為馬來聯邦，接受英國保護，華僑習慣稱其為「四州府」:287，實際上屬於英國控制範圍。1909年，英泰再簽約言明泰國移交給英國對吉打、玻璃市、吉兰丹與丁加奴的「一切主權、保護權、行政與任何統治權利」:287。暹罗保留了对北大年蘇丹國控制。今天泰国南部依然有一小支穆斯林少数民族，其独立运动為泰国政府帶來不少麻烦。1909年2月，英國又將吉打、玻璃市、吉蘭丹、丁加奴之四州與柔佛合組為「馬來屬邦」:287。當「馬來屬邦」成立時，第一個馬來聯邦議會創立，由4名蘇丹與其他官方高級官員:287-288。柔佛蘇丹苏丹阿布·峇卡與維多利亞女王熟識，因此承認彼此是對等地位。直到1914年，苏丹阿布·巴卡的繼承人蘇丹依不拉欣才接納一位英國代辦。先前屬於泰國的四個州以及柔佛合稱馬來屬邦。1927年，馬來聯邦議會實行改組，全數蘇丹退出，由13名高級官員與11名官方人士組成:288。
19世纪后半部，英国还获得对荷兰从未立足的婆罗洲北岸的控制。这个地区东部（今天的沙巴）则由受西班牙属菲律宾控制的苏禄苏丹的名义统治。其餘部分则是文莱苏丹统治地。婆罗洲东北部被英国商人殖民。1881年，英国北婆罗洲公司被允许控制这块地区，受新加坡总督监督。菲律宾从未承认苏禄苏丹对这些领土的丧失，这是后来菲律宾宣称拥有沙巴主权的理由。1888年文莱成为英国保护国，1891年英国再与荷兰簽訂條約，确定两国在婆罗洲的边界。
1910年英国对马来群島領土的统治模式成形。海峡殖民地成为英國海外領地，由受伦敦的殖民地事务大臣监督的總督管理。这个领地的居民半数是华人，但所有的代辦（参政司），不论种族為何，均是英国公民。最早接受英国参政司的四个蘇丹国，霹雳、雪蘭莪、森美兰和彭亨组成马来联邦。名义上它们依然独立，但是从1895年开始受一个英国“总参政司”管理，实际上已成为英国殖民地。馬來屬邦（柔佛、吉打、吉兰丹、玻璃市和登嘉樓）各国享有较大独立性，不过它们也无法阻擋英国代办意愿。英国最紧密的马来盟国柔佛拥有自己的宪法特权，规定苏丹有任命内阁的权利，不过实际上每次苏丹必须先与英国讨论他的任命。

#### 马来亚的民族關係
有別於其它殖民強權的是，英国始终主要从经济角度来看待殖民地，而且英国的公司股東期望殖民地為他們帶來利益。马来亚的吸引力在于其锡矿和金矿，但英国农场主很快就开始试种热带作物——番薯、毛钩藤、甘蜜、胡椒和咖啡。1877年从巴西引入橡胶，在欧洲发展迅速的工业刺激下，橡胶很快就成为马来亚最热门出口品。后来棕榈油也成为热门出口品。所有这些工业均需要大量和有纪律的劳动力。而英国人觉得馬來人不是可靠的勞力來源。解决方法是从印度引進勞動力，尤其是印度南部的泰米尔人。矿山、工厂和港口也吸引大量来自中国南部的工人，尤其是客家籍。很快华人在新加坡、槟城、怡保成為多數群體，在1857年成为一个锡矿中心而被建立的吉隆坡也是如此。1891年马来亚进行首次人口普查时，华人在主要的产锡蘇丹國霹雳和雪蘭莪占多数。
大多数华人到达的时候非常貧穷，但是他们勤劳，重視孩子教育，並維持儒家的家庭道德，而且他們的自願性連結關係，透過各個鄉屬會館這類互助組織而構成緊密網絡，都是他們事業成功的原因。1890年代，吉隆坡华人首领葉亞來是當時马来亚最富裕的人，領有"華人甲必丹"的銜頭，拥有许多矿山、农场和商店。从一开始马来亚的银行和保险业就在华人手中，通常与伦敦的公司具有夥伴關係，華人很快就成为经济上的主力。由于马来苏丹生活穷奢极侈，入不敷出，他们很快就積欠华人银行家大筆债務，这使得华人不但拥有经济力量，而且获得政治权利。最初到达马来亚的华人几乎全部是男人，而且許多人打算赚大钱后就衣錦還鄉。许多人后来確實回到中国，但更多人留下。一开始他们与马来人妇女结婚，产生一個華人馬來混血兒的峇峇娘惹社群，但很快他们就开始引进华人妇女，建立定居社群，興修学校和庙宇。
印度人在最初並沒有那么成功，有別於華人，印度人一开始只是以橡胶庄园的劳动力来到马来亚的，因此他们没有华人那么多的经济机会。此外印度人社群也不像华人那么团结，他们有印度教信徒和穆斯林之分，並且有语言和种姓的区别。20世纪初才出现印度人的贸易和专业阶层，但大多数印度人依然很穷，几乎没有受到教育。他们大多数居住在产橡胶地区的农村聚居区里。
传统的马来社群无法處理向英国人丧失其政治自主权，也无法處理向华人丧失其經濟力量。20世纪初，马来人甚至面临着可能在自己国家里成为少数人的威胁。苏丹被看作是英国人和华人的协作人，尤其在数量不断增多的受西方教育的马来人眼中，丧失他们的传统威望；但大多数农村人民繼續敬畏着蘇丹及他们的威望，对于殖民统治来说，这一点非常重要。20世纪初，一小群马来民族主義知识分子開始崛起，也出現伊斯兰的复苏，以呼應对于外來宗教，特別是基督教所帶來的威胁。事实上，根本没有马来人改信基督教，倒是有不少华人转为基督徒。受西方影响较少的北部成为伊斯兰保守派的据点，至今这个地区依然如此。
对于马来人来说，保持他们尊严的一个重要事实是，英国人讓他们完全保有对警察和地方军队的垄断權利，此外管理机构的大多数非欧洲人职位也由马来人占据。华人一般自己花钱建造学校和学院，并从中国聘請教师，殖民政府则負責培植马来人教育。1905年江沙马来学院开设。1910年設立马来管理机构，1922年設立马来师范学校、1935年設立马来女子学院。
第二次世界大战前，英国忽视马来亚宪政发展。为維持间接统治政策，英國人试图维持苏丹的权利，不允許任何关于马来亚成为一个统一或自主国家的讨论。英国不但不打算给予马来亚一个统一的政府，並于1935年撤除馬來聯邦总代办，将政治权力分散到各个苏丹国。英国人傾向以刻板印象看待各个民族，认为马来人和藹可亲但純真，而且极其懒惰，无法自主，但在英国军官指挥下，他们會是良好的士兵。英國认为华人聪明但危险，在1920年代和1930年代里，呼應著中国本土中国国民党与中国共产党之间的斗争，马来亚的华人也組織相互敵對的秘密組織，在華人城鎮里經常爆发动乱。英国人认为马来亚是一個由不同民族與不同蘇丹國所構成的烏合之眾，不可能變成一个国家，更不用提成为一个独立自主的国家。

### 日占時期、緊急狀態

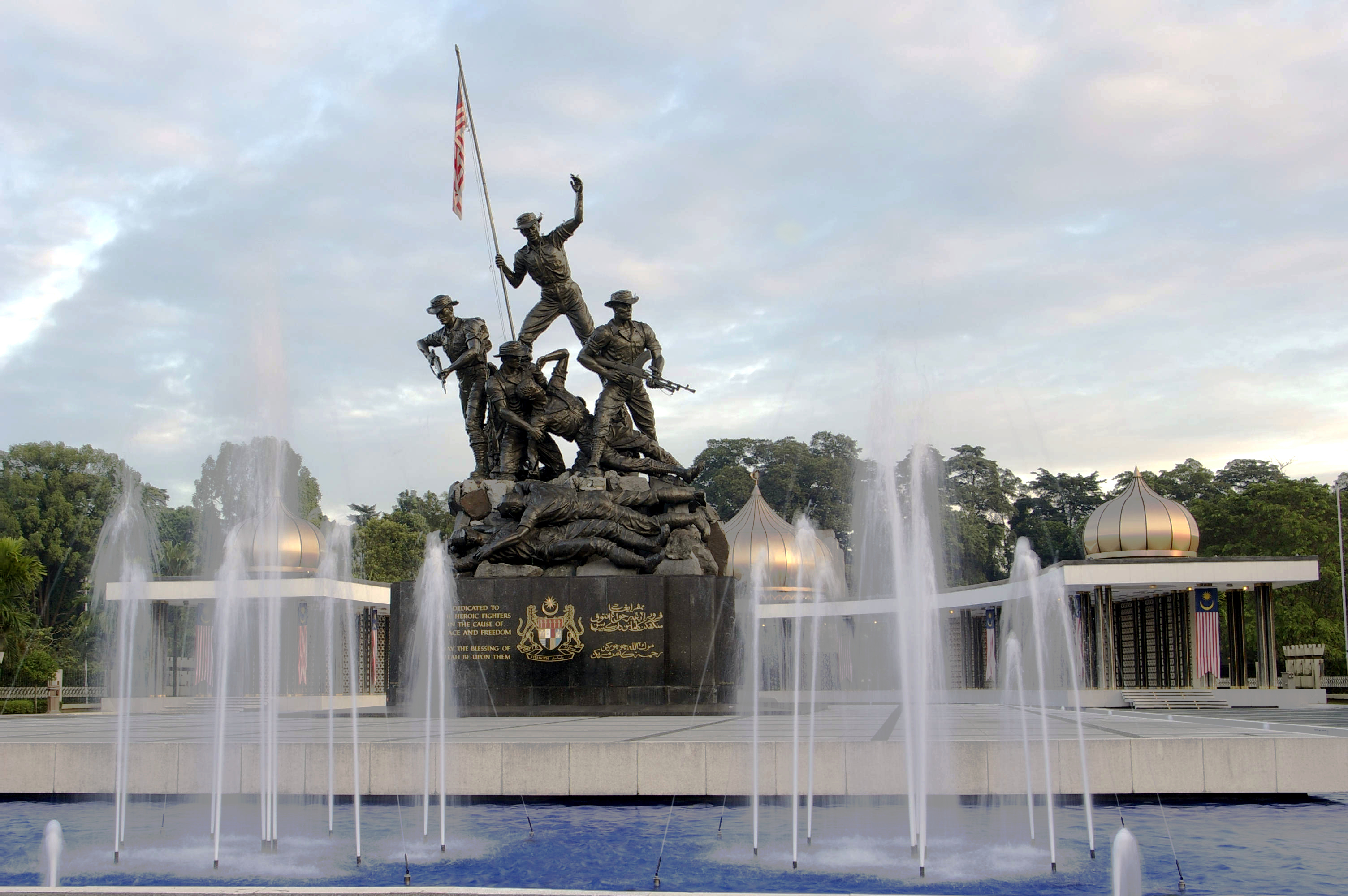
國家紀念碑(Tugu Negara)，這座紀念碑是為了紀念在二次大戰與馬來亞緊急狀態期間犧牲的人們

1941年12月8日，太平洋战争爆发，日軍南侵，在吉蘭丹之道北登陸，長驅直下，至翌年2月15日攻占新加坡，占領整個馬來亞:288。在马来亚的英国人可说是完全措手不及。在1930年代，英國为了对付逐漸增强的日本海军威胁，在新加坡建立一个龐大的海军基地，但完全没有料想到日本是从北方入侵马来亚。由于欧洲战场的需要，英國在远东实际上没有空军戰力。因此日本可从法属印度支那的基地發動攻擊，而不會受到抵抗。虽然英国、澳大利亚和印度军队的顽强抵抗，但日本在两个月内就占据马来亚。1942年2月15日没有陆上防禦、没有空军支持、没有淡水供给的新加坡投降。這是英国无法弥补的声誉损失。英属北婆罗洲、砂拉越和文莱也被日本所占领。

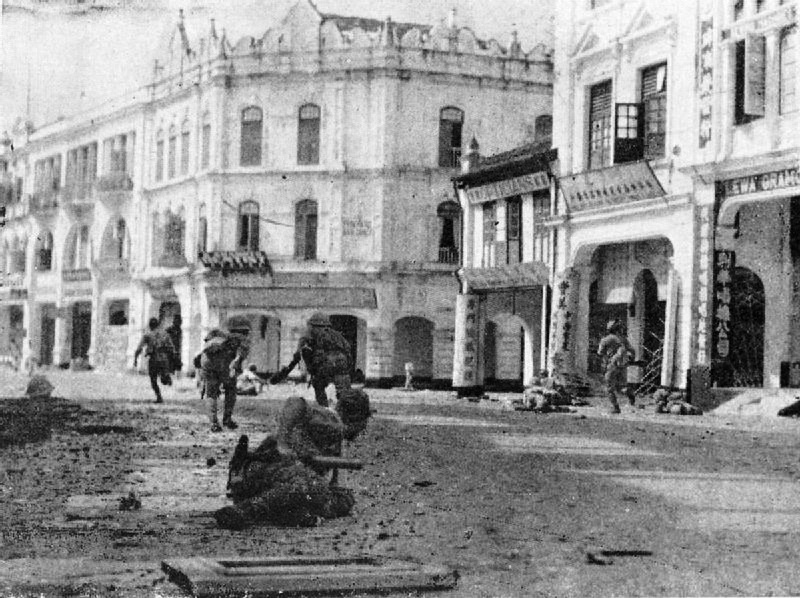
日軍進犯馬來亞吉隆坡

日本人将马来人看作是一群从英国殖民统治被解放的殖民人群，并且树立有限的马来民族主义，这使得日本人在马来管理机构和知识分子中赢得一定程度的支持。大多数苏丹也主动与日本人合作，虽然日本后来战败。日本为了配合大东亚共荣圈的政策，答应战后让马来亚独立，并且协助训练马来人成立武装部队与政府部门菁英。

### 馬來亞聯邦獨立
直至1945年9月5日日本向盟國投降，馬來亞方才重歸英國統治:288。因此总的来说，1945年英国人回到马来亚时，最高兴就屬馬來人。第二次世界大戰結束後，馬來亞各民族因經過反侵略之艱苦抗爭，要求自由與獨立:288。但时局並未如停留在英國人戰前情況，而且一股追求獨立的渴望正在增長。英国本土破产，新的英国工党政府主张尽快撤出东方。殖民地自治和最終独立成為英国新政策。横扫亚洲各地的殖民地民族主义浪潮很快到马来亚。但当时大多数马来人更关心抵抗主要由华人组成的马来亚共产党，而不是从英国独立。事实上他们希望英国不要撤出马来亚，而是协助他们对抗马来亚共产党，当时马来亚最大的武装力量。在第二次世界大戰最后一年，马来亚共产党与馬來人为首的部队发生衝突，許多馬來人遭到裝備精良的華人共產黨人所殺害。戰後回到馬來亞的英国人，发现這個地方处于内战边缘。马共原是合法政党，并在二战当中做出很大的贡献，英人回马后，因担心共产党势力的扩大，最终将马共列为非法政党，马共在发现和平的争取方式无效后，决定改以武力斗争争取。
英國於接收各項事務之後，便於1946年派泰直密契爵士為專使，到馬來亞會晤各邦蘇丹，商談戰後之政制問題:288。同年6月，英國遂與各邦蘇丹簽約，宣佈成立「馬來亞聯邦」，建議這新聯邦包括马来联邦和马来属邦的九個州和槟城、马六甲兩個殖民地（新加坡則仍屬「直轄殖民地」，由英國管治）:288。這個計畫遭到馬來人強力反對，因為它削弱馬來統治者的地位，而且將公民權賦予馬來亞華人與少數民族。一开始苏丹们支持这个计划，但后来又转为反对这个计划，并讓自己領導這股反对力量。聯邦新政府之首長為總督，代表英皇:288。根據白皮書，各邦蘇丹與州政府權力全被剝奪，所有法律均須由總督作最後決定:288。原有各邦政府，不復存在，改組為州，每州由一位英國派出之參政司主持大政，作為總督駐各州之代表:288。又規定一種以馬來亞為共同國籍之公民制度，承認馬來亞境內之所有居民，不分種族，及是否為當地出生或居留滿若干年為限者，都得成為公民，與馬來人共享平等的權利:289。
但白皮書發表以後，立即引起馬來亞各族人士之反對，馬來人首先於1946年3月組成「巫人聯合統一機構」，簡稱「巫統」，擁有成員約10萬人；同年8月，馬來亞之印度人也成立「馬來亞印度國民大會黨」，屬員約有4萬:289。到1949年2月，華僑也成立「馬來亞華人公會」，簡稱「馬華公會」，擁有會員約30萬人:289。巫統與馬華公會於1952年開始合作，成立「華巫聯盟」，到1955年「馬印國大黨」也加入聯盟，改稱為「華巫印聯盟」，共同為馬來亞之獨立而奮鬥:289。
在柔佛首席部長翁惹化领导下，巫统支持马来亚独立，条件是這個新国家完全由马来人掌管。英國政府鑑於馬來亞聯邦之建議遭到馬來亞境內各民族強烈反對，乃由當時之總督麥唐納擔任主席，組織委員會尋求較易為馬來人接受之方案:289。面臨马来人的强烈反对，英国放弃平等公民權的計畫。馬來亞聯邦在1948年解散。商談之結果，在1948年2月1日協議成立馬來亞聯合邦，只留下新加坡為皇家殖民地:289。在此聯合邦之內，中央政府和各邦之間各有一定之主權，成為一個中央與地方分權之折衷政制:289-290。聯合邦政府，是以各邦元首和英王之名義，共同主持:290。並修改普遍化之公民權，使不在馬來亞出生或不是終身居住馬來亞之華、印、歐籍居民，不容易獲得公民權:290。
根據新協定，英國對馬來亞之國防外交，具有控制權；而各州蘇丹則保留司法與特赦權:290。最高之立法機構，為聯合邦立法會議:290。各州政府以州務大臣為首長，設置州秘書處（State Secretariat），以主持各州政務:290。在英國保護下，馬來蘇丹國各統治者恢復自治權。至於馬六甲和檳城，則以英國之參政司為政府首長:290。這個新憲法於1948年2月1日實施，正式成立馬來亞聯合邦:290。原有之總督位置，則改為東南亞最高專員，仍由麥唐納擔任:290。聯合邦成立後，從1950年起，施行地方議會民選議員之條例:290。到1951年，又實行「閣員制度」（Member System）設置9名閣員，分別主持內政、農業、經濟、衛生、防務、教育及交通部，直接向欽差大臣負責:290。1955年7月，舉行大選，結果華巫印聯盟在52個民選議席中，獲得51席，「巫統」主席東姑阿都拉曼被任為新政府之首席部長，由聯盟要員，分任各部部長:290。

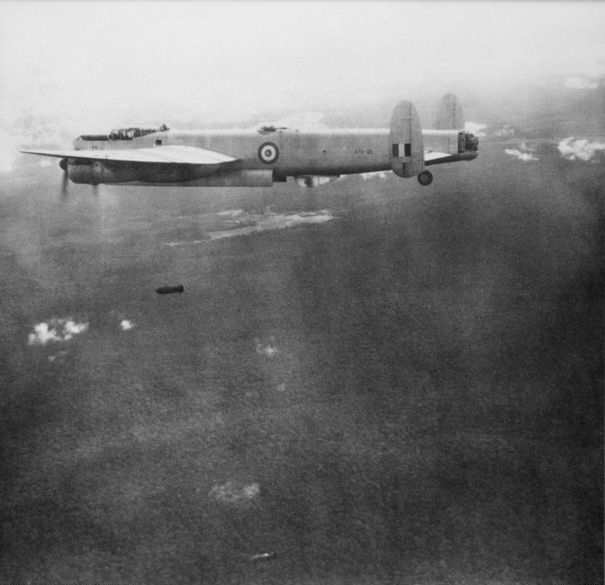
澳軍的阿弗羅·林肯式轟炸機在马来亚共產黨叛軍藏匿的馬來亞森林中投下一枚重500磅的炸彈（約1950年）

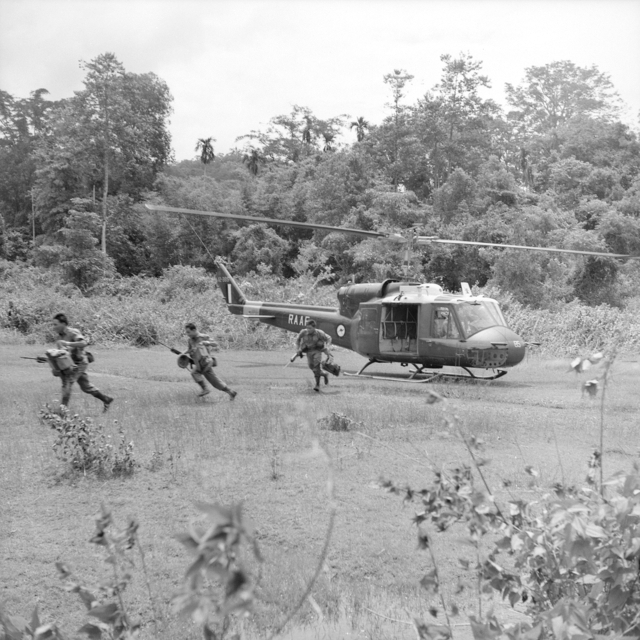
1965年，砂拉越突擊隊乘坐澳大利亚皇家空军UH-1直升機守衛受马来亚共產黨潜袭威脅的马泰边界

与此同时，共产党则在积极准备暴动。1945年12月抗日游击队解散，馬來亞共产党成为一个合法政党，但游击队武器却被謹慎收藏起来，以備未來之用。馬共的政策是立刻独立，并且所有民族平等。這意味著它極難招募到马来人黨員，主要支持者来自华人主導的商會，尤其在新加坡；以及华人学校，其中的教师大多来自中国，将中国共产党看作中華民族重生的領導者。1947年3月，随着冷战的开始和共产国际的左倾，马来亚共产党的总书记莱特被杀，原游击队首领陳平任总书记，陈平要求共产党立刻行动。共產黨發動游擊隊行動，期望迫使英國勢力撤離馬來亞。7月，在一連串庄园主遭到暗杀后，英国殖民政府展開反击，宣布进入紧急状态，马来亚共产党被禁，数百战士被捕。共产党退入森林，组织马来亚人民解放军，这支军队约有13,000名男性，其中第十支队主要由马来人组成。
这段被称为马来亚緊急狀態從1948年延续到1960年，残酷战斗蔓延整个马来半岛。英国戰略相當有效，通过对华人做出经济和政治的让步，並将散居鄉間的华人集中到位於馬共勢力範圍外的「白區」的「新村」。有效动员马来人来對抗马来亚共产党，也是英国一个重要策略。从1949年起，马共失去抗爭动机，招募游击队人數銳減。1951年马来亚共产党谋杀英国高級专员亨利·葛尼，但是这种轉向「恐怖份子」的策略，使得马来亚共产党失去許多溫和派的华人支持。1952年杰拉尔德·邓普勒被任命为马来亚英军指挥官，他带来緊急狀態的结束。邓普勒在马来亚发明反游击战的战术，无情地剿滅馬共。雖然游擊隊被擊潰，但英國軍隊因著冷戰背景而留下來。依靠這個背景，大英國協一員的馬來亞於1957年8月31日獨立。

## 走向马来西亚

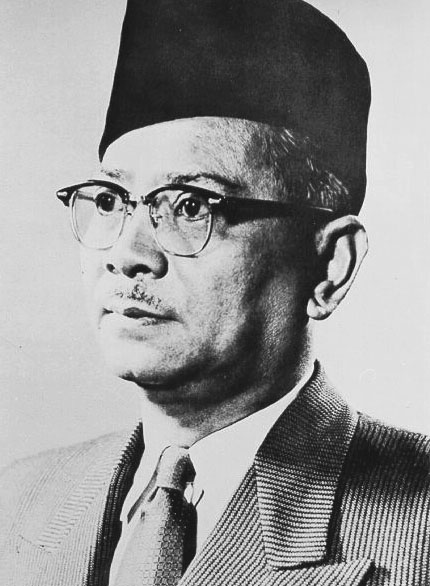
马来西亚国父东姑阿都拉曼

華人反對馬共，呈現於1949年2月籌組的馬華公會（Malayan Chinese Association，MCA），它成為調節華人政治意見的渠道。其领导人陳禎祿愿意与巫统合作，建立一个所有公民平等的独立的马来亚，但同时在马来人敏感議題上做出充分让步，来平息马来民族主義者的恐惧。1951年吉打王子東姑阿都拉曼继翁惹化之後，擔任巫统领导人，陳禎祿与東姑阿都拉曼密切合作。由于1949年英国人宣布無論马来人愿意與否，马来亚将在数年内获得独立，两位领导人必须下定決心來提出在两个社群均可接受的一個协议，成为一个稳定的独立国家的基础。这个巫统-华人公会联盟（后来印度人国大党於1955年也加入这个联盟）在1952年和1955年大选中，在马来人和华人地区均获胜。
民選地方政府制度的引進，是战胜共产党的另一个重要步骤。1953年约瑟夫·斯大林去世后，在马共領導層對於是否继续武装斗争發生分歧。许多馬共游击队员丧失對武装斗争的信心並重返家园，而且在1954年邓普勒离开马来亚时，紧急状态已经结束，即使陈平依然带领一群顽固的游击队员继续在难以进入的泰国边境鄉區坚持許多年。紧急状态留下马来人与华人之间長期延續的仇恨。
在1955年和1956年，巫统、馬华公会、印度人国大党和英国共同制定一部憲法草案，承认所有民族享受平等的公民权。為了交換，华人公会同意國家元首由马来亚苏丹轮流担任，马来语成为官方语言，促进和资助马来人的教育和经济发展。实际上这个协议意謂著马来亚將由马来人治理，特別是由於他們繼續主導著管理机构、警察和军队，但华人和印度人在内阁和议会中將會具有合乎比例的代表，並治理他们占多数的州屬，而且经济地位受到保护。谁来控制教育系统是个非常棘手的问题，一直拖延到独立后都没解决。
馬來亞聯合邦首席部長東姑阿都拉曼，受命率領代表團，飛往英倫談判，先後經過兩次談判，結果於1957年5月下旬與英國政府達成如下協議：
①聯合邦之最高元首，由現行之蘇丹會議，在蘇丹之中選出一人擔任，另一人為副元首；
②國家元首之權力，無須議員同意，其權力包括委任總理，解散議會等；
③建議規定回教為國教；
④馬來人享有特殊地位列為永久性；
⑤馬來亞之獨立日期為1957年8月31日
:291。1957年8月30日半夜，馬來亞聯合邦正式獲得獨立:291。9月2日，森美蘭之嚴端押都拉曼爵士被推為聯合邦第一任最高元首，而原任首席部長東姑阿都拉曼被任命為第一位首相，他領導下之內閣亦於當天正式成立:291。
馬来亞獨立後，这个區域还有其它英国领地的前途懸而未決。日本投降后，布魯克家族和英国北婆罗洲公司分別放弃对沙勞越和沙巴的控制，这些地区成为英国皇家殖民地。相較于马来亚，这些地区的经济发展落后得多，当地的政治领袖過於軟弱，而未尋求独立。而且这些地区与马来亚的文化区别也相当大。以华人占多数的新加坡于1955年获得自主权，1959年当时年轻的社會主義運動领導人李光耀成为新加坡首席部長。盛产石油的文莱苏丹国依然是英国附属。1959年与1962年之间，英国政府召集多次复杂的谈判，在这些当地领导人与马来亚政府之间進行協商。
1961年5月，東姑首相在新加坡向外國通訊員午餐會發表演說，他提到英屬婆羅洲、馬來亞聯邦和新加坡，也須有一天要成為一個比較密切關係之組織，這些地區之領袖卻對東姑這項意見表示很熱心，幾經談判經過，於1963年9月16日成立马来西亚联邦，包括馬來亞聯合邦11州、新加坡及北婆羅洲之沙巴和砂撈越兩州，共為14州:291-292。其背後的理由則是容許中央政府控制並打擊共产党（尤其是在新加坡）的活动。此外马来亚也懼怕新加坡一旦独立，將会成为华人沙文主义者的基地，威胁马来人的統治权。为了平衡種族比例，在文萊、沙巴與砂拉越納入這個新國家之後，它們的馬來人及土著人口，將可抵消新加坡的华人多数。
虽然新加坡首席部長李光耀支持这个建议，但他在新加坡社會主義陣線的党内反对者反对这个计划，认为这是英国打算继续控制这个区域的计謀。砂拉越大多数政党也反对这个计划，沙巴没有政党，但是当地社团代表也表示反对。汶莱苏丹支持这个计划，但是汶萊人民党反对。在1961年的大英國協首席部長聯合会议（Commonwealth Prime Ministers Conference），東姑阿都拉曼向他的反对者进一步阐述这个计划。10月，英国政府批准这个计划，条件是必須取得參與這項合併計畫的地区同意。葛波(Lord Cobbold)率領葛波委员会前往婆罗洲研究当地居民意见，认为沙巴和砂拉越同意合并，但在文莱则有许多人反对。在新加坡的公民投票中70%的人赞成合并，条件是新加坡政府获得實質的自主权。汶萊蘇丹退出這項參組馬來西亞的計畫，這是由於來自多數人民的反對、關於石油利潤分配比例的爭執，以及關於合併後蘇丹的地位等等因素。此外，汶萊的人民黨發動汶萊叛亂，雖然立刻遭到敉平，但被視為這個新國家潛在的不穩定因素。
英国政府讨论葛波委员会的报告后，又设立Landsdowne委员会来起草马来西亚宪法的草稿。最後出爐的新憲法草案与1957年的馬來亞宪法基本上相同，只做了少部分修改。例如，原先對於马来人特殊地位的認定，擴及到砂拉越與沙巴的所有土著，新加坡、砂拉越與沙巴也被賦予某些自主權。1963年7月的谈判结束后，决定马来西亚将于1963年8月31日正式成立，這天恰好是馬來亞獨立以及英國賦予新加坡和沙巴自治權的紀念日。然而，菲律宾和印度尼西亚强烈反对这个事態发展，印度尼西亚称马来西亚为新殖民主义的代表，而菲律宾则强调沙巴是她的领土。印尼总统蘇卡諾在强大的印度尼西亚共产党的支持下提出反對，而且砂拉越人民聯合黨發動多次抗爭行動，延遲馬來西亞的成立。基於這些因素，聯合國組成一個八人代表團造訪砂拉越與沙巴，確認他們參組馬來西亞的意願。
1963年9月16日，由馬來亞（1957年8月31日独立）、沙巴（1963年8月31日被英國予以自治地位）、砂拉越（1963年7月22日被英國予以自治地位）與新加坡（1959年被英國予以自治地位）共同組成的馬來西亞正式成立，當年的馬來西亞人口約一千萬人。馬來西亞聯邦之成立引致印尼對抗和菲律賓索取沙巴主權之糾紛:292。新加坡在馬來西亞聯邦內2年，由於政治見解不同，終於在1965年8月9日脫離，宣告獨立而成為獨立之新加坡共和國:292。

## 独立后的諸多挑戰
在马来西亚独立时，具备着很好的经济优点。它是世界上三个重要商品（橡胶、锡和棕榈油）最重要的出产国之一，也是重要的铁矿石出产国。这些出口工业给马来西亚政府提供穩定可靠的盈餘，可用来投资于工业发展和基础建设项目。虽然巫统不是一个社会主义党派（可是绝对是种族主义政党），但如同其它发展中国家，马来西亚于1950和1960年代非常看重国家计划，首两个五年计划（1956年至1960年和1961年至1965年）通过国家對工业的投资，来促进经济发展，以及修复在战争和紧急状态时期被破坏和被忽视的基础设施，如公路和港口。政府试图减少马来西亚对商品出口的依賴，因为這會使國家經濟受到浮動的市场价格所牽動。马来亚政府也意识到，随着合成橡胶的生产和使用的普及，对天然橡胶的需求注定会滑落。由于有三分之一的马来人劳动力從事橡胶工业工作，发展其它類型的就業來源變得非常重要。為了讓馬來西亞出產的橡胶具有競爭力，意味着橡胶工业的獲利能力的增加，越來越依賴維持低工资，这又保持农村马来人的贫困狀態。

### 外國反對馬來西亞成立
印度尼西亞總統苏卡诺，在強大的印尼共產黨支持下，認為马来西亚是针对印尼的新殖民主义诡计，他支持砂拉越主要由当地华人组织的共产党游擊隊。印尼非正規武装力量入侵砂拉越，但被马来西亚和大英國協军队抵挡住。这个“冲突时期一直延续到1965年印尼爆发军事政变，苏卡诺下台，印尼共产党被摧毁为止。苏卡诺的继任者蘇哈托改善馬印关系。与此同时，菲律宾总统奥斯达多·马卡帕加尔重新提出菲律宾拥有沙巴，其理由是文萊蘇丹在1704年將沙巴讓與苏禄苏丹国。1966年，菲律宾新总统馬可仕放弃这个要求，但這個主張依然是菲律賓與馬來西亞關係的爭執點。

### 民族傾軋
1930年代的大萧条及此后的中國抗日战争终止华人向马来亚的移居，稳定马来亚的人口分布比率，終止马来人可能在自己家鄉成为少数群體的憂慮。1957年马来亚独立时，马来人人口比例占49%，华人38%，印度人11%。由于馬來人直到最近，依然維持較高的出生率，在2000年，马来人的比例增長到55%。這個等式曾在新加坡加入馬來西亞時打破，华人的比率增加到將近40%。巫统和马华公会均害怕李光耀的新加坡人民行动党（当时被看作是极端的社会主义政党）对马来亚选民的吸引力，他们试图在新加坡组织政党以挑戰李光耀的地位。即使李光耀先前承諾人民行动党不会參加1964年的馬來西亞大選，但面临这种挑战，他轉而威胁将派出候選人参加马来亚联邦大选。為此東姑阿都拉曼要求新加坡退出马来西亚。1965年8月9日新加坡宣告獨立。
.
独立的马来西亚最迫切的问题在于教育，以及各民族的經濟力量相差懸殊。在馬來亞独立后的第一次國會大选中，巫统和馬华公会的联盟幾乎囊括议会的所有席位，僅丟失一席，可以说欠缺有效的反对黨来制衡，因此對這些問題的角力只限於执政派内部。这两个问题是互相关联的，由於华人在教育上的优势，也导致他们得以控制国家的经济，巫统领袖则决意要終結這個關聯。马华公会内部对这个问题非常矛盾，一方面必须保护其自己社群的利益，另一方面必须保持与巫统的良好关系。1959年，这在华人公会内部导致一场危机。马华公会的首领林蒼祐决定反对巫统的教育政策。但在東姑阿都拉曼威胁让两党联盟破裂后，马华公会又被迫让步。
1961年通過的教育法，是巫统將教育議題立法規範的胜利。此後，中学只使用马来语和英语為媒介語，而在政府小学只以马来语為媒介語。虽然华人和印度人社群可以保持他们的華文小學和淡米爾文小学，但学生必须学马来语，而且必须公認的马来课程。最重要的是马来亚大学（1963年从新加坡迁到吉隆坡）的入学考试採用马来文，虽然直到1970年代為止，大多数教學是以英语進行的。这使得华人学生被排除在外。同时，马来文学校获得政府大笔资金津貼，马来人获得绝对优待。马华公会在教育政策上的挫敗，減弱华人社會對巫統的支持。
与教育方面一样，巫统政府未明白说出的经济发展政策議程，是将经济势力从华人手中转移到马来人手中。首兩個馬來亞計畫，以及第一个马来西亚(大馬)五年计划（1966年至1970年）将资源大量導向对农村马来社群有利的发展上，比如乡村学校、农村公路、医院和灌溉計畫。国家设立一些机構，協助马来人的小園主提升其生产和收入。联邦土地开发局帮助许多马来人购买土地或改良已拥有的土地。国家也提供許多誘因及低息贷款協助馬來人創业。政府招标时有系统地优惠马来人公司，这導致许多华人企业“马来化”其經營方式。这些措施確實帮助减少马来人和华人之間的生活水平差异，但也有人认为随着马来西亚经济和贸易的发展，两个社群之间的差异无论如何都会减少。

### 1969年危机
马华公会和印度国大党在这些政治運作過程中与巫统的勾結，使得它们喪失許多华人和印度人选民支持。与此同时，政府在1950和60年代的積極平权措施在马来人中創造一个受过教育但學非所用，因此心懷不滿的阶层。这是一个危险的组合，並导致新党派的成立。1968年马来西亚民政运动黨（民政党）成立，它立意成為一個超越民族的政黨，成員包括马来商會人士與马来知识分子，也包括华人和印度人领袖。同时政治伊斯兰主义的马来西亚伊斯兰党和另一个华人占多数的社会民主主义政党——民主行动党则获得越來越多的支持，而巫统和马华公会获得的支持则相對被削弱。
在1969年5月的联邦大选中，巫统-马华公会-国大党联盟只获得48%的选票，但在议会中它依然保有多数席次。马华公会在以华人为主的地区，将大多数席位败给民政党和民主行动党。根据官方的说法，反对党在吉隆坡主要街道进行胜利游行，支持者手持掃帚，意指該黨意圖進行掃除性的變革。由于擔心這所謂的變革是針對馬來人而來，馬來人的因而“展开反擊”，导致排华动乱五一三事件。約有六千所华人住宅和企业被焚毁，至少184人丧生。 但据后来解密的英国情报局官方文件显示，这实际上是一场有策划性的政变，在巫统内部新崛起的马来菁英通过这场包装为种族冲突的军事政变，推翻当时的首相东故阿都拉曼。 当时，政府宣布进入紧急状态，由副首相阿都拉萨为首的國家行動理事會，从東姑阿都拉曼政府手中接管大权。1970年9月東姑阿都拉曼被迫下台，将权力交给阿都拉萨。
政府運用英國在緊急状态时期留下的内安法令凍結议会和政党、进行媒体審查制度，並严格限制政治活动。内安法令允许政府不需经过法庭審理，即可无限期关押任何人。宪法被修改后，任何对马来西亚最高元首的批评被看作非法（在国会内议员可以议论元首但不允许发表推翻元首的言论），马来人及东马土著在国内享有特殊保护的地位，马来语获得官方语言的地位。
马来西亚成立之初，即经历了馬印衝突、1965年8月9日新加坡脱离大马、1969年五一三事件及1969年居銮水灾。
1971年议会恢复，一个新的政府联盟——國民陣線组成的政府正式就任。这个联盟包括巫统、马华公会、印度国大党和被削弱的民政党，以及沙巴和砂拉越的地方党派。民主行动党是政府外唯一主要的反对党。回教党也加入國民陣線，但在1977年被逐出。阿都拉萨任职为首相直到1976年逝世。1981年7月16日，马哈迪·莫哈末上台后执政长达22年（至2003年10月31日），在他任期内，马来西亚经济发展显著，贫困率大幅度降低。

## 现代马来西亚

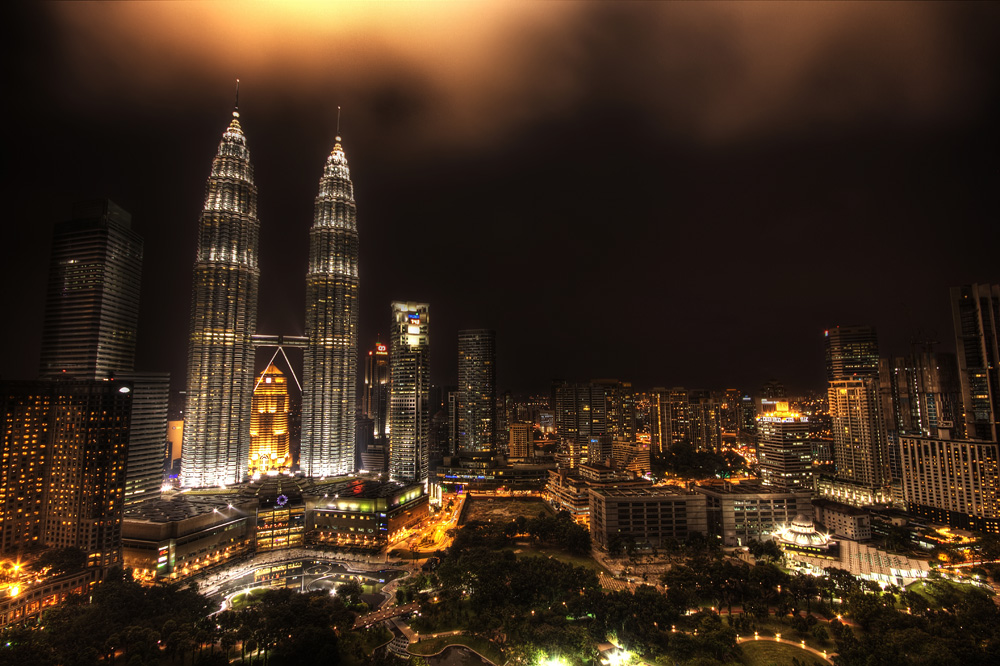
国油双峰塔景观及吉隆坡市中心的商业大楼群，是马哈迪·莫哈末执政22年下惊人的经济演变证明

在1970年，马来西亚有75%生活在贫困线以下的人是马来人，當時大多数马来人依然是农庄工人，被排除在现代经济之外。1971年政府引入的新经济政策打算使用四个五年計畫（从1971年到1990年；然而到目前2010年这个政策仍在执行）改变这个状况。这个计划有两个目标：消灭贫困，尤其是农村的贫困，並且消除种族与经济運作之间的联系。后面这个目标被解讀成将经济势力从华人转到马来人手中。
为了克服贫困，政府将25万马来人移居到新开闢的农業地區，對农村基础建设做了更多投资，並在农村开辟自由贸易区来創造新的製造業工作機會。在1970年代和1980年代，农村贫困确實减少了，尤其在马来半岛上效果明显。在这些年，马来西亚城市的发展迅速，尤其吉隆坡即吸引鄉村的马来人移民，也吸引印度尼西亚、孟加拉国、泰国和菲律宾的移民。
1981年马哈迪·莫哈末出任首相后宣布向东学习政策，即向日本和韩国学习。日本和韩国的现代化工程成了马来西亚的楷模。这也是马哈迪为了不想照抄西方现代化模式而另觅的新路。同时因为马哈迪的领导，马来西亚也经历了前所未有的迅速发展，马来西亚拥有完善的设施、良好的投资环境和世界级的海港空港。马哈迪在任期间马来西亚的地理景观出现了巨大的变化，这些变化包括建造马来西亚首都吉隆坡地标双峰塔、建造世界级水准的吉隆坡国际机场、建造连接北马到南马，马来西亚最长的高速公路南北大道和建造多条高速公路、建造首都轻快铁、发展布城和发射多枚“MEASAT”等等的人造卫星，以及其他发展项目。在他的领导下，马来西亚经济稳健发展。在1997年亚洲金融危机前的10年里，马来西亚经济年均增长率达8%以上，马来西亚在全球经济竞争力排名表上跃居第21位，人均年收入从1986年的1830美元增加到1996年的近4000美元，国民富裕程度在整个东南亚地区仅次于新加坡和文莱。

### 馬哈迪的执政

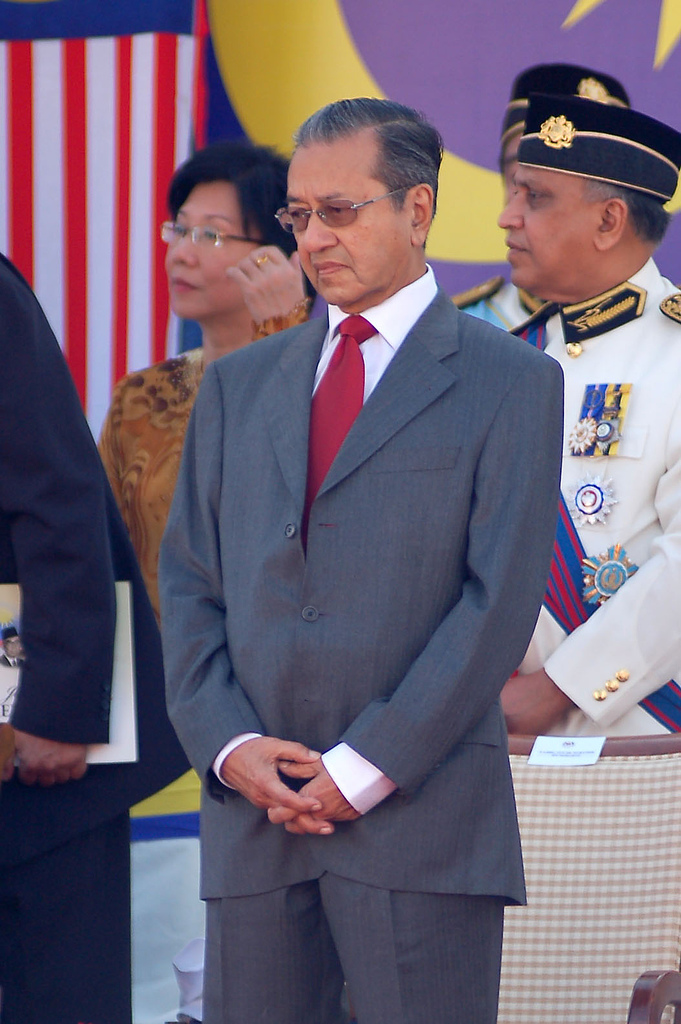
马哈迪·莫哈末是马来西亚发展主要工业生产力量的领导人物

56岁的马哈迪在1981年7月16日宣誓就职首相。他的第一个行动是释放内安法令下扣留的21个扣留者，包括记者沙末依斯迈及在胡先翁内阁担任副部长的阿都拉阿末，因被怀疑进行地下共产党活动。马哈迪委任慕沙希淡成为副首相。同年12月31日23時30分，马哈迪宣布把馬來亞半島時間調快30分鐘使之與東馬時間相同，新加坡政府也隨之更改，一直沿用至今。
在马哈迪擔任首相期间（1981年至2003年），馬來西亞經歷巨大的經濟成長。由原先以農業為基礎的經濟，轉變為以製造業與工業為主的經濟，特別在電腦與消費性電器產品。在這段期間，馬來西亞的地理景觀也因著多項大型計畫而改變。包括國家石油公司的雙峰塔（曾經是世界最高建築物，目前仍是世界最高的雙子星大樓）、吉隆坡國際機場、南北大道、雪邦国际赛道、多媒体超级走廊、峇貢水壩以及布城：新的聯邦行政首都。因为努力推动国家经济发展，马哈迪被尊称为现代化之父（Bapa Pemodenan）。
1998年，亞洲金融危機使马来西亚的经济和政局严重受挫；馬哈迪在公開批判貨幣投機家暨股票投資家索羅斯等外汇投机客、下令禁止股票放空的同时，拒绝時任副首相安華·依布拉欣以及国际货币基金组织的危機緩解“药方”，对货币进行管制。经济专家当时认为外资将因此却步，马来西亚會步入经济衰退期；之後馬哈迪的政策收到成效，领导马来西亚走出金融危机，经济复苏步伐是當時受金融危机打击国家中最快的。1999年，馬來西亞重新步上經濟成长轨道，经济增长率接近金融危机前的水平，該年經濟成長率約達6%；2000年，馬來西亞獲國際評級機構穆迪調升評級，指其經濟發展前景穩定，整體經濟表現優於鄰近的泰國、印尼和菲律賓等國。
在马哈迪的领导下，马来西亚从一个普通的发展中国家转变成一个新兴的工业化国家，经历了巨大的经济成长。1997年亚洲金融危机前，马来西亚在全球经济竞争力排名表上跃居第二十一位，人均年收入从1986年的1830美元增加到1996年的3627美元，国民富裕程度在整个东南亚地区仅次于新加坡和文莱，是泰国的2倍和印尼的5倍。马哈迪政府也尝试将马来西亚打造成区域教育中心的同时，教育及语言政策趋向于宽松与开放，包括让英语成为许多公立及私立大专院校的教学语言、中小学英文教数理政策，以及让华文教育组织建立南方学院、新纪元学院及韩江学院。
在2002年6月22日的巫统大会中，马哈迪宣布他将会辞去首相职，许多支持者涌往台上泪流满面地试图挽留他。之后他定于2003年10月退位，给予他有时间以确保他选定的继任者阿都拉有序及没有争议的权力交接，10月31日正式把首相職務移交於阿都拉·巴达威。在职首相达22年，马哈迪在退位时是世界上在位最久的被选举国家领导人，他也是马来西亚在任最久的首相。

### 阿都拉的執政
2003年10月31日，阿都拉·巴达威正式从马哈迪·莫哈末手中接任马来西亚第五任首相。在2004年马来西亚大选中阿都拉领导的国民阵线大获全胜，几乎将回教党和人民公正党扫出议会，只有民主行动党赢回它1999年失去的席位。
2008年3月8日，马来西亚第十二届大选，国民阵线遭到挫折，失去了三分之二国会议席的多数优势。阿都拉原定于2010年转让职权给其副手纳吉·阿都拉萨，由于遭到巫统高层的压力下，于10月宣布提早至2009年3月的巫统党选后转让职权，同时也不寻求蝉联巫统主席职。
2009年4月2日，阿都拉正式卸下首相职务，把职权转让给纳吉，纳吉因此成为了第六任马来西亚首相。隔日，阿都拉获马来西亚最高元首封赐马来西亚封衔“敦”。

#### 308政治海嘯
2008年大选，国阵遭受重大的意外挫折，国阵以往在国会中长期垄断的三分之二绝对多数优势（修宪门槛）遭反对党打破，只能以简单多数执政，这是1969年以来的首次。同时，国阵也失去四个州（槟城、雪兰莪、吉打及霹雳）的执政权，再加上原本由伊斯兰党执政的吉兰丹，反对党执政的州属首次达到五个。
公正党、行动党和伊斯兰党在这些州组成联合政府，并成立新的政治联盟——人民联盟（民联），与国阵分庭抗礼，首次形成“两线制”的政治格局。身为公正党顾问的安华也在随后的补选中回到国会。
时任首相阿都拉巴达威则在巫统党内逼宫的压力下，于2008年10月宣布将于次年4月引退、由副首相纳吉接棒。
同时，为巩固民联这个新的联盟，安华提出“九一六变天”计划，意图游说东马二州的国阵议员在2008年9月16日前后加入民联以促使国阵联邦政府下台，而国阵则积极防范，让东马的国阵议员集体到台湾及中国大陆“出国考察”，使民联的游说计划难以进行。最后，安华只成功拉拢两位沙巴进步党的议员倒戈。接着，安华又在霹雳成功拉拢一位巫统州议员加入公正党，试图巩固霹雳州的微弱多数政府。
然而，国阵随后展开反制措施，成功在2009年2月拉拢霹雳州民联三名州议员集体退党，触发持续一年的“霹雳州宪政危机”，双方在州议会和法庭经历激烈的宪政角力后，该州政权最后再度回到国阵手中。成功领导国阵夺回霹雳州政权的纳吉，则在2009年4月3日顺利接过首相一职，成为马来西亚第六任首相。

### 納吉的執政
2009年4月3日，纳吉·阿都拉萨在国家皇宫宣誓就任马来西亚首相。4月9日，纳吉召开首场新闻发布会宣读新内阁名单，会上允许国内外媒体采访，但拒绝接受记者的任何提问，而《独立新闻在线》是唯一遭首相署办公室下令禁止采访的网络媒体，《独立新闻在线》总编辑庄迪澎隔日致函首相署，要求说明禁止采访记者会的原因，但未获得答复。非政府组织独立新闻中心（CIJ）与维护媒体独立撰稿人联盟（WAMI）对此发表联合声明，批评纳吉自毁公信力。声明指出，《独立新闻在线》因日前刊登了一些评论，批评了《中国报》与《星洲日报》针对纳吉的正面报道，亦强调禁止记者采访已违反媒体自由的原则。
纳吉承诺对受到许多批评的法律进行全面检讨，如允许无限未审先扣的法令。他虽曾经向马来西亚人民承诺不会执行任何与《内安法令》相似的扣留令，但2013年9月25日内政部却提呈《2013年防范罪案（修正与扩充）法案》一读，引起在野党议员抨击，公正党巴东色海议员苏仁德兰怒斥纳吉为“史上最会说谎”的首相（The most lying PM）。

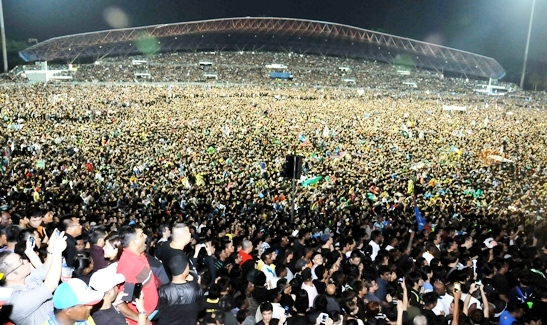
2013年5月8日，超过12万人聚集在雪兰莪州格拉纳再也体育馆举行示威，抗议第十三届马来西亚全国大选不公，质疑纳吉领导的执政党国阵在选举中舞弊

2013年4月3日，纳吉於上午11時35分宣布解散国会，这也是马来西亚历史上最迟解散的国会。5月5日的大選，國陣雖勝出，但普選票較民聯少。在大选投票和点票期间，出现了多种不同的选举舞弊情况，最终在一片争议声中纳吉连任马来西亚首相。

#### 一个马来西亚发展有限公司丑闻

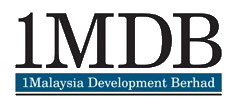
一马公司标志

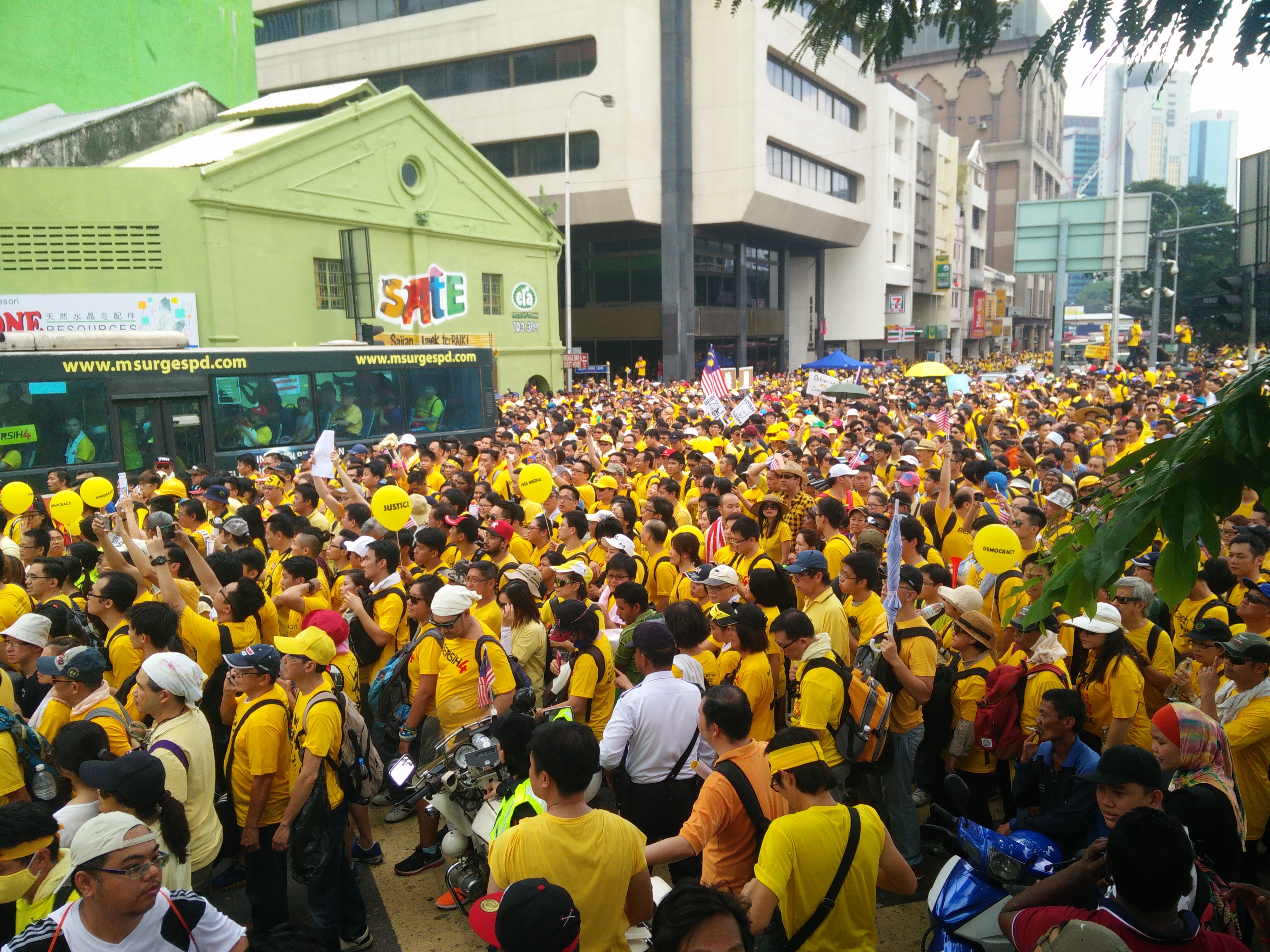
一马公司丑闻爆发后，马来西亚非政府组织干净与公平选举联盟（净选盟）于2015年8月29日至30日在首都吉隆坡及全国各地主要城市举行第四次和平集会（2015年净选盟4.0集会）

纳吉任内设立了一個馬來西亞發展有限公司（1MDB），其设立目的为建立全球伙伴关系和促进外商直接投資，是国家的战略举措。然而，1MDB却在2015年被爆出负债110亿美元，马来西亚前首相马哈迪·莫哈末表示，1MDB借贷太多，而且缺乏透明度。随后，美国《华尔街日报》报导称有7亿美元（折合马币约26亿令吉）从此公司转入纳吉的私人户口，引发马来西亚国民哗然。1MDB贪腐案也涉及许多国家。马哈迪和时任副首相慕尤丁的阵营公开批评，导致马哈迪失去在国家机关和公司担任的职务，慕尤丁也丟失副首相职位。。对此，纳吉与1MDB皆予以否认，纳吉更声称此事件为“政治迫害”。2016年1月26日，马来西亚总检察长莫哈末阿班迪阿里表示，上述争议款项是沙特王室2013年作为私人捐款送给纳吉的，而纳吉亦已将其中6.2亿美元退还沙特王室。他说，纳吉没有违反任何法律，也不会受到任何制裁，此案到此为止。批评人士指出，一个由纳吉新任命的总检察长，如今宣告纳吉没有犯罪，虽然再次使纳吉政权恢复了“合法性”，但是笼罩在纳吉政权头顶上的“不信任阴云”丝毫没有消散。
2020年7月28日，吉隆坡高等法庭宣判，纳吉涉及一马弊案的SRC洗钱案的7项指控全部成立，判处监禁12年和罚款2亿1000万令吉，若无法缴付罚款则加监5年。

#### 推行消费税
2015年4月1日，纳吉推行了消费税(GST)，税率为6%，并对某些物品及服务实施豁免消费税举措。
自GST推行之後，據智庫達魯依山研究所的民調顯示，有八成以上的民調覺得消費稅會帶來通貨膨脹，自马哈迪·莫哈末於2018年再任相之後，於6月1日將GST降至0%，馬來西亞的GST政策實施三年兩個月後停施。

#### 2015年国家安全理事会法案
2015年12月，《2015年国家安全理事会法案》经过六小时的辩论后在国会通过。这法案赋予首相更大的权力，可以以安全理由指定马来西亚任何地区为保安区。执法机构可以在被指定的地区无需准证进行逮捕，搜查及没收任何产业。该法案受到人权组织批评指允许政府滥权。马来西亚律师公会直呼这是“倾向成为专制政府”的法案。政府捍卫此法案，部长沙希淡卡欣表示该法律可以更好的协调各制服执法单位，对安全威胁即时做出反应采取行动，还有该法律不违反联邦宪法下的基本人权保障。

#### 2018年大选
2018年5月9日为第十四届马来西亚大选，纳吉领导的国阵通过各种手段（选区划分不公、舞弊、对付反对党支持者），却在大选中落败。5月10日，纳吉召开记者会表示尊重人民的决定，承认败选并承诺和平移交政权，使马来西亚的政党首次轮替。随着国阵惨败，5月12日纳吉宣布辞去巫统主席及国阵主席职务，以示负责，由巫统副主席阿末扎希代掌巫统主席职务。
5月21日，前任内政部副部长诺嘉兹兰接受英文《太阳报》访问时首度炮轰纳吉和其家人的形象，导致国阵和巫统在第十四届大选失去政权。他认为，纳吉不可能没有意识到领导层的问题，以及对方无法在一个马来西亚发展有限公司丑闻课题上处理贪腐指控，以致国阵和巫统承受败选。

### 馬哈迪的再執政

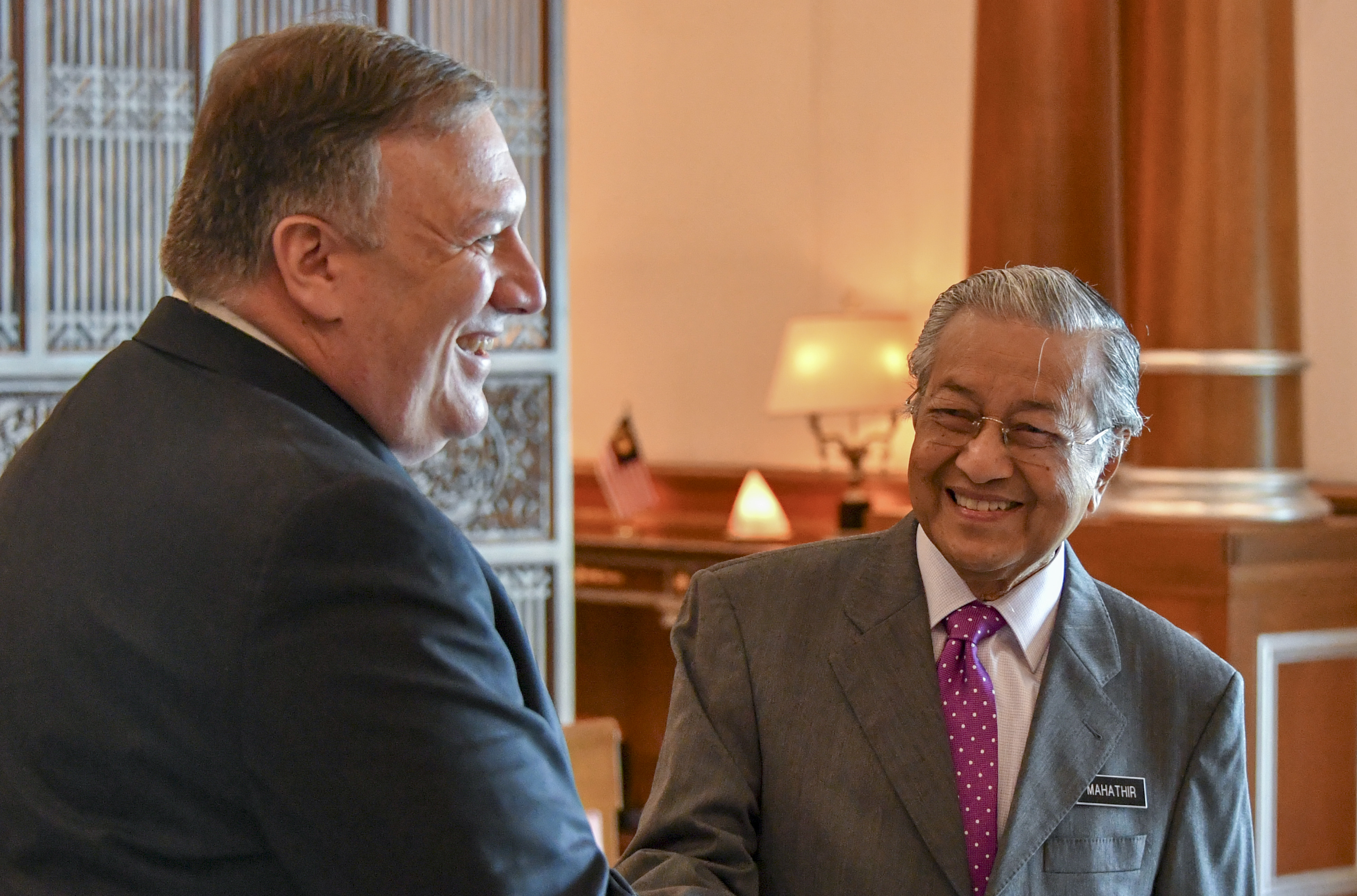
2018年首相马哈迪·莫哈末與美國國務卿麥克·蓬佩奧會面

2018年5月9日第14届全国大选，由前首相马哈迪·莫哈末领导的反对党联盟——希望联盟获得政权。希盟拿下113个国席，而国阵赢得79席、伊党18席、沙巴民族复兴党八席，独立人士三席及沙巴团结党一席。这是最具历史性的一天，“全民海啸”终结了自马来亚独立以来（长达61年）未尝一败的联盟（1973年成立的国民阵线的前身）/国民阵线的政权，为马来西亚政坛写下了新的一页。等待计票过程中，不断传出舞弊事件如陌生车辆进入投票站灌票，选委会主席不愿签署表格14导致成绩公布缓慢等。但自选举成绩出炉后，迟迟不见人影的前首相纳吉拉萨与5月10日早上11时在PWTC巫统大厦的记者发布会上宣称本届大选成绩证明了选委会没有舞弊。经过了一般波折，马哈迪于晚上9点30分国家皇宫内，向国家元首苏丹莫哈末五世陛下完成宣誓，93岁的马哈迪正式成为马来西亚第7任首相，同时也破了世界记录，“以最高年龄接任首相的国家领袖”和“唯一两度当上首相的领袖”。
马哈迪承诺上任后马来西亚会「恢复法治」，并对一个马来西亚发展有限公司丑闻（1MDB）做出深入及透明的调查；他对媒体表示，如果前首相纳吉·阿都拉萨犯错，纳吉自己须对此承担后果。

#### 宏願與省思
政府的目標是「2020年宏願」，讓馬來西亞在2020年成為先進國家。然而，這留下未解的問題，究竟馬來西亞會在何時且如何充分實現第一世界的政治體系（多黨民主制、自由的媒體、獨立的司法審判，並恢復公民與政治自由），以齊頭趕上它的經濟成熟。此外，納吉政府在提呈2017年财政預算案時，宣布落實2050年國家轉型計劃。。自纳吉下台，接由马哈迪的再执政后，马哈迪提出前朝政府所推行的政策与达至2020宏愿不符，从而导致推迟该目标至2025年或更早。

### 2020年代初马来西亚政治危机

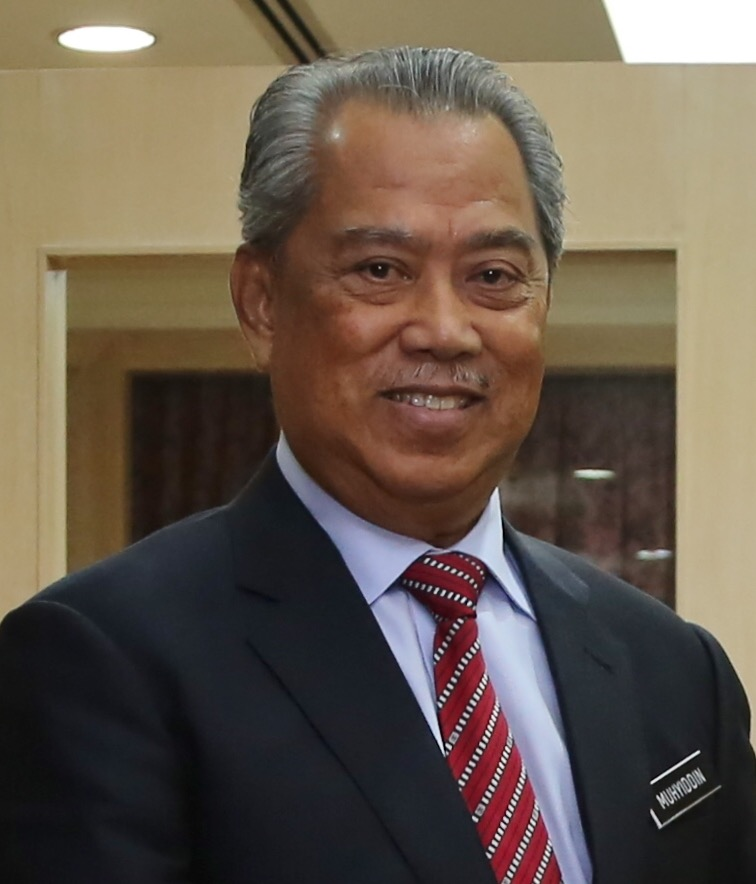
2020年的慕尤丁

2020年2月末，希望聯盟政府倒台，引發政治危機。希望聯盟成員土著團結黨分裂，以主席慕尤丁為首的大多數成員稱土團黨退出希盟，與之前的執政聯盟國陣及未曾執政的伊斯蘭黨組成國民聯盟，並在3月1日正式組成新政府，由慕尤丁出任首相。然而慕尤丁得以在此次政治危機中任相充滿爭議，而前任首相马哈迪·莫哈末則形容慕尤丁的做法等同背叛。
2021年，慕尤丁在國陣撤回支持下辭職，由巫統副主席伊斯邁沙比里擔任第9任首相，因此國陣回歸執政權。然而在2022年大選下，國陣大敗，希盟和國盟造成馬來西亞首次懸峙議會，最終在希盟成功拉攏國陣、民興黨、砂盟等黨派組聯合政府，安華也被委任第10任首相，政治危機因此解除。

## 歷年最高元首簡表
以下列表是馬來西亞歷代最高元首的原属州属及在位日期：
| No. | 名字                    | 州屬     | 在位年份                                   | 生              | 卒             |
| --- | ----------------------- | -------- | ------------------------------------------ | --------------- | -------------- |
| 1   | 端姑阿都拉曼            | 森美蘭州 | 1957年8月31日－1960年4月1日                | 1895年8月24日   | 1960年4月1日   |
| 2   | 苏丹希沙慕丁沙          | 雪蘭莪州 | 1960年4月14日－1960年9月1日                | 1898年5月13日   | 1960年9月1日   |
| 3   | 端姑赛布特拉            | 玻璃州   | 1960年9月21日－1965年9月20日               | 1920年11月25日  | 2000年4月16日  |
| 4   | 端姑依斯迈·纳西鲁丁沙   | 登嘉樓州 | 1965年9月21日－1970年9月20日               | 1907年1月24日   | 1979年9月20日  |
| 5   | 端姑阿都哈林            | 吉打州   | 1970年9月21日－1975年9月20日               | 1927年11月28日  | 2017年9月11日  |
| 6   | 端姑雅亚·柏特拉         | 吉蘭丹州 | 1975年9月21日－1979年3月29日               | 1917年11月10日  | 1979年3月29日  |
| 7   | 苏丹阿末沙              | 彭亨州   | 1979年3月29日－1984年4月25日               | 1930年10月24日  | 2019年5月22日  |
| 8   | 苏丹马末·依斯干达       | 柔佛州   | 1984年4月26日－1989年4月25日               | 1932年4月8日    | 2010年1月22日  |
| 9   | 苏丹阿兹兰沙            | 霹靂州   | 1989年4月26日－1994年4月25日               | 1928年4月19日   | 2014年5月28日  |
| 10  | 端姑查法                | 森美蘭州 | 1994年4月26日－1999年4月25日               | 1922年7月19日   | 2008年12月27日 |
| 11  | 苏丹沙拉胡丁·阿都阿兹沙 | 雪蘭莪州 | 1999年4月26日－2001年11月21日              | 1926年3月8日    | 2001年11月21日 |
| 12  | 端姑赛西拉祖丁          | 玻璃市州 | 2001年12月13日－2006年12月12日             | 1943年5月17日   |                |
| 13  | 端姑米占·再纳·阿比丁    | 登嘉樓州 | 2006年12月13日－2011年12月12日             | 1962年1月22日   |                |
| 14  | 端姑阿都哈林            | 吉打州   | 2011年12月13日－2016年12月12日(第二次出任) | 1927年11月28日  | 2017年9月11日  |
| 15  | 苏丹莫哈末五世          | 吉蘭丹州 | 2016年12月13日－2019年1月6日               | 1969年10月6日   |                |
| 16  | 苏丹阿都拉              | 彭亨州   | 2019年1月31日-2024年1月30日                | 1959年7月30日   |                |
| 17  | 苏丹依布拉欣·依斯迈     | 柔佛州   | 2024年1月30日-至今                         | 1958年 11月22日 |                |